# فيليبس

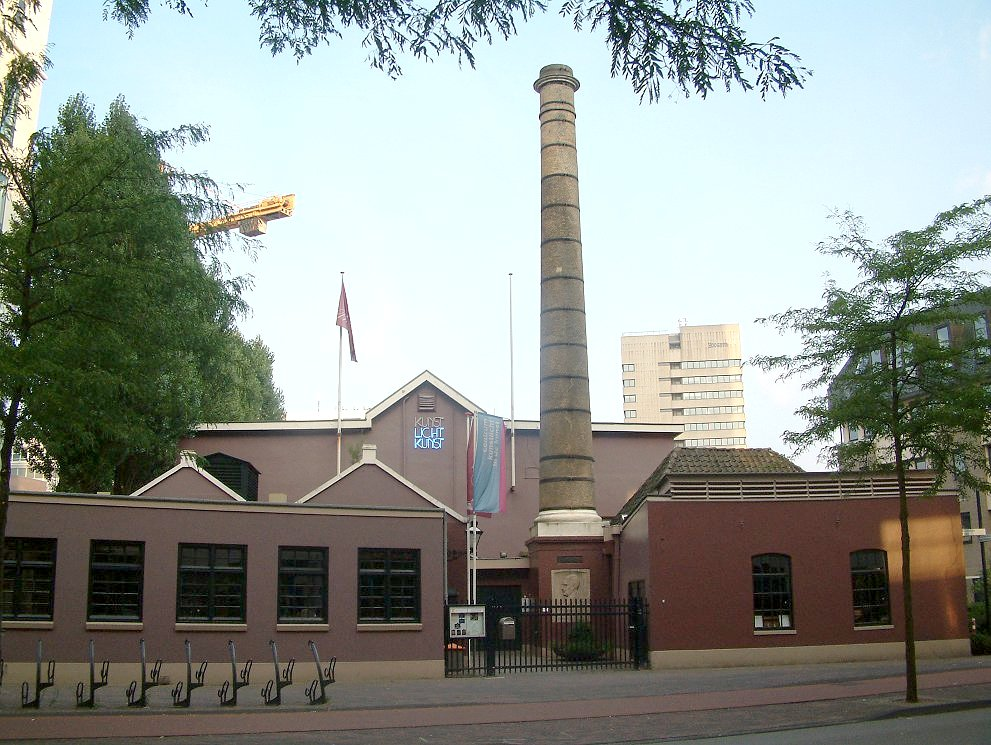
أول مصنع لشركة فيليبس فيليبس في أيندهوفن ، أصبح الآن متحفًا عامًا

شركة كونينكليكي فيليبس NV (حرفيا رويال فيليبس، وتختصر عادة لفيليبس، منمنمة في شعارها كما فيليبس) هي تكتل الشركة الهولندية متعددة الجنسيات التي تأسست في أيندهوفن. منذ عام 1997، كان مقرها الرئيسي في أمستردام، على الرغم من أن مقر بينيلوكس Benelux لا يزال في أيندهوفن. كانت فيليبس سابقًا واحدة من أكبر شركات الإلكترونيات في العالم، وتركز حاليًا في مجال التكنولوجيا الصحية، مع تجريد أقسام أخرى. بلغت المبيعات 27 مليار يورو في عام 2006.
تأسست عام 1891 على يد جيرارد فيليبس ووالده فريدريك، وكانت أول منتجاتهما هي المصابيح الكهربائية. توظف حاليًا حوالي 80,000 شخص في 100 دولة. حصلت الشركة على لقبها الملكي الفخري في عام 1998 وأسقطت «الإلكترونيات» من اسمها في عام 2013،  بسبب إعادة تركيزها من الإلكترونيات الاستهلاكية إلى تكنولوجيا الرعاية الصحية.
تم تنظيم فيليبس في ثلاثة أقسام رئيسية: الصحة الشخصية (سابقًا الأجهزة الإلكترونية الاستهلاكية من فيليبس وأجهزة فيليبس المنزلية والعناية الشخصية)، والرعاية المتصلة، والتشخيص والعلاج (أنظمة فيليبس الطبية سابقًا). تم إنشاء قسم الإضاءة كشركة منفصلة، سيغنيفاي إن في Signify NV (سابقًا فيليبس لايتنينغ قبل 2018). بدأت الشركة في صنع ماكينات الحلاقة الكهربائية في عام 1939 تحت العلامة التجارية فيليشيف، وبعد الحرب قامت بتطوير تنسيق الشريط السمعي وشاركت في تطوير تنسيق القرص المضغوط مع سوني، بالإضافة إلى العديد من التقنيات الأخرى. اعتبارًا من عام 2012، كانت فيليبس أكبر شركة مصنعة للإضاءة في العالم وفقًا للإيرادات السارية.
فيليبس لديها قائمة رئيسية في بورصة يورونكست أمستردام وهي أحد مكونات مؤشر سوق الأسهم يورو ستوكس 50. لديها قائمة ثانوية في بورصة نيويورك. تشمل عمليات الاستحواذ على سيقنتكس وماجنافوكس. لديهم أيضًا نادٍ رياضي منذ عام 1913 يُدعى بي إس في أيندهوفن.

## التاريخ

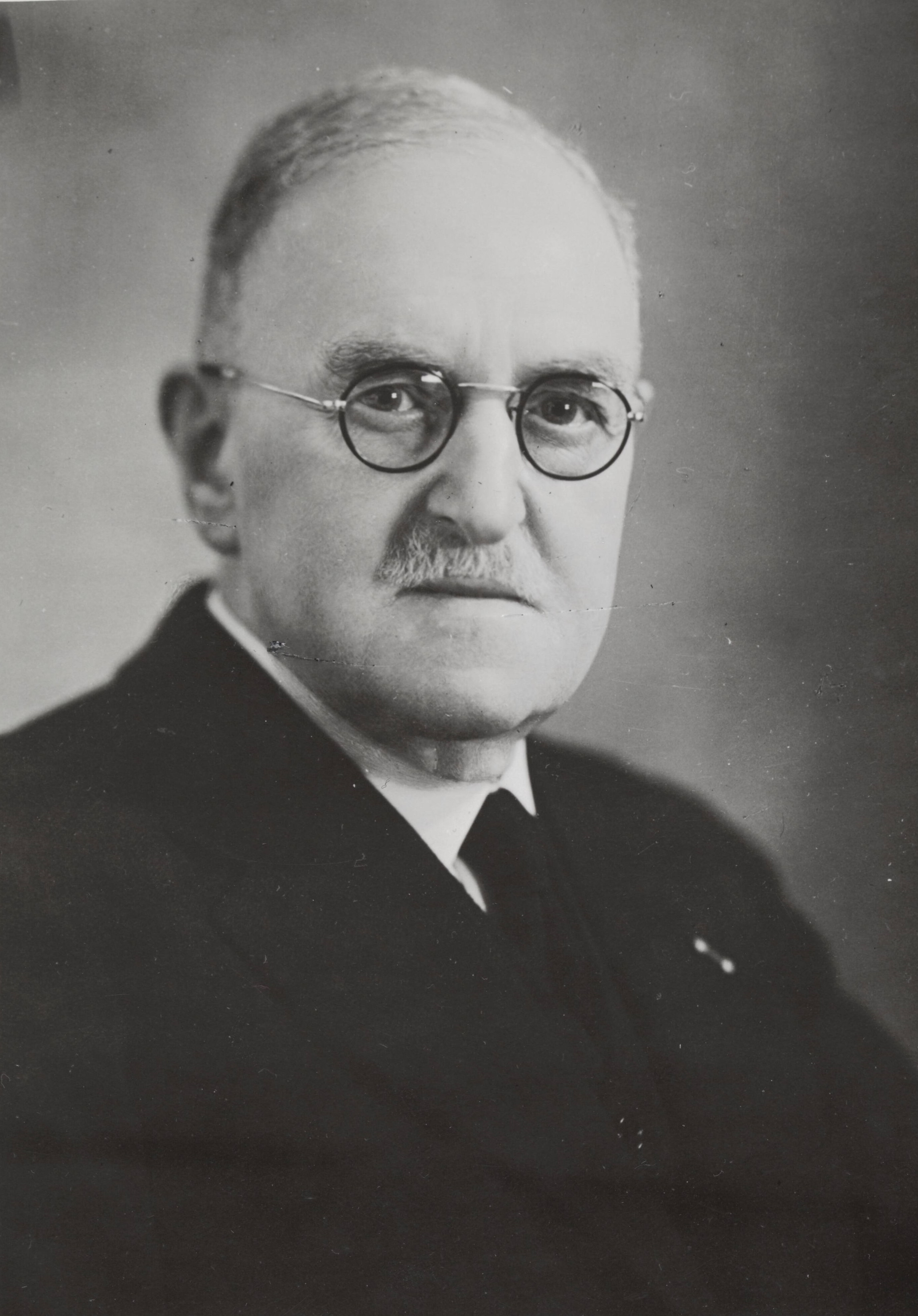
جيرارد فيليبس

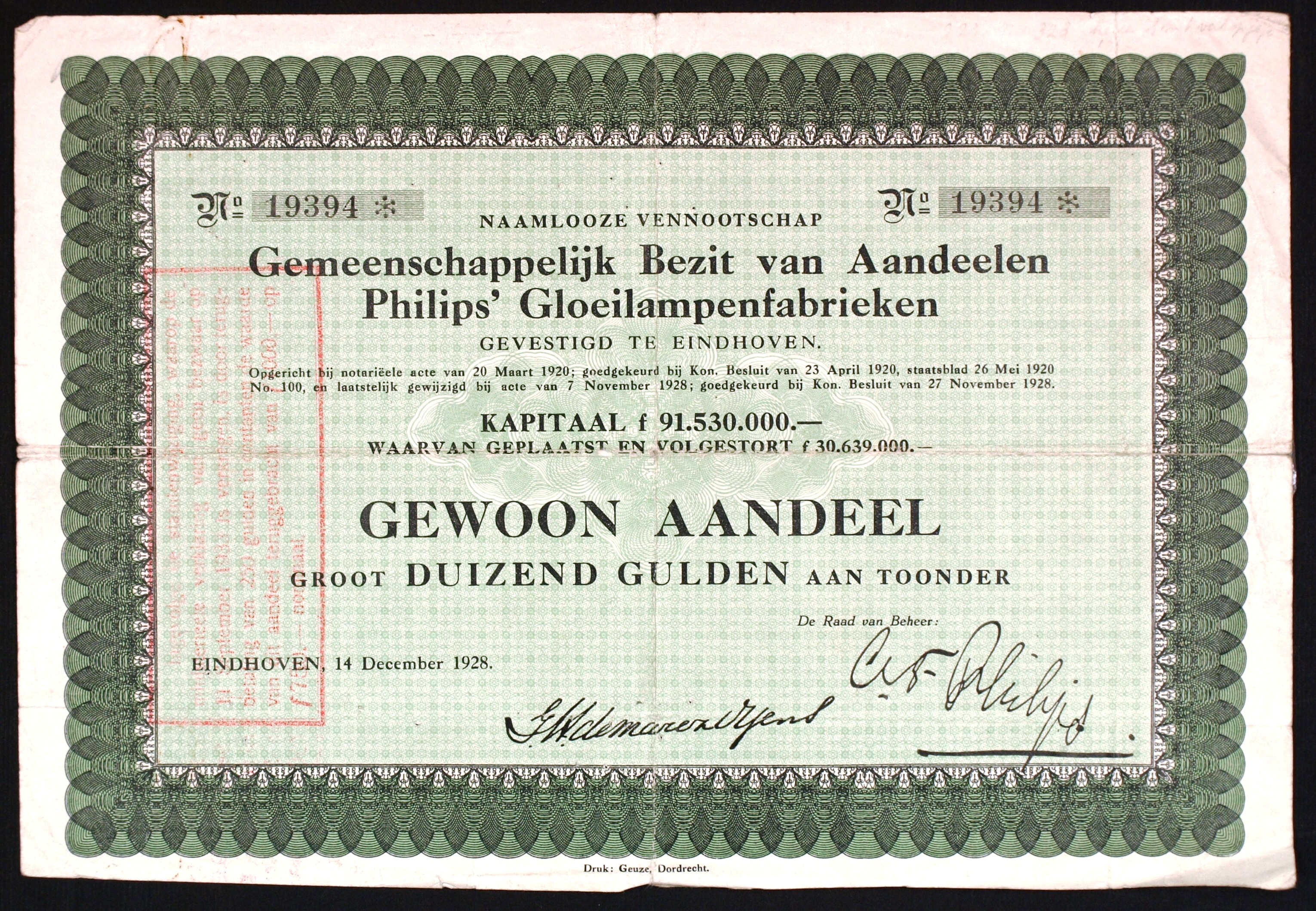
حصة فيليبس Gloeilampenfabrieken ، الصادرة 14. ديسمبر 1928

تأسست شركة فيليبس في عام 1891 على يد جيرارد فيليبس ووالده فريدريك فيليبس. فريدريك، مصرفي مقيم في زالتبوميل، قام بتمويل شراء وإنشاء مبنى مصنع فارغ في أيندهوفن، حيث بدأت الشركة في إنتاج مصابيح من خيوط الكربون وغيرها من المنتجات الكهربائية التقنية في عام 1892. تم تعديل هذا المصنع الأول منذ ذلك الحين ويستخدم كمتحف.
في عام 1895، بعد سنوات قليلة أولى صعبة وقرب الإفلاس، جلبت عائلة فيليبس أنطون، شقيق جيرارد الأصغر، بستة عشر عامًا. على الرغم من حصوله على شهادة في الهندسة، بدأ أنطون العمل كمندوب مبيعات. ومع ذلك، سرعان ما بدأ في المساهمة بالعديد من الأفكار التجارية المهمة. مع وصول أنطون، بدأت الشركة العائلية في التوسع بسرعة، مما أدى إلى تأسيس شركة فيليبس تحت مسمى ميتال غلويالامبفابريك إن في Metaalgloeilampfabriek NV وهي تعني (مصنع فيليبس للمصابيح المعدنية المحدودة) في أيندهوفن في عام 1908، وتبع ذلك في عام 1912 تأسيس مصانع فيليبس تحت مسمى غلويالامبفابريكن إن في Gloeilampenfabrieken NV وهي تعني (مصانع مصابيح فيليبس المحدودة). بعد أن غيّر جيرارد وأنتون فيليبس أعمالهما العائلية بتأسيس شركة فيليبس، وضعوا الأسس لاحقًا للإلكترونيات متعددة الجنسيات.
في عشرينيات القرن الماضي، بدأت الشركة في تصنيع منتجات أخرى، مثل الأنابيب المفرغة. في عام 1939، قدموا ماكينة الحلاقة الكهربائية فيليشيف (التي تم تسويقها في الولايات المتحدة باستخدام الاسم التجاري نوريلكو Norelco). إن جهاز «تشابل Chapel» عبارة عن راديو مزود بمكبر صوت مدمج، وقد تم تصميمه في أوائل الثلاثينيات.

### راديو فيليبس

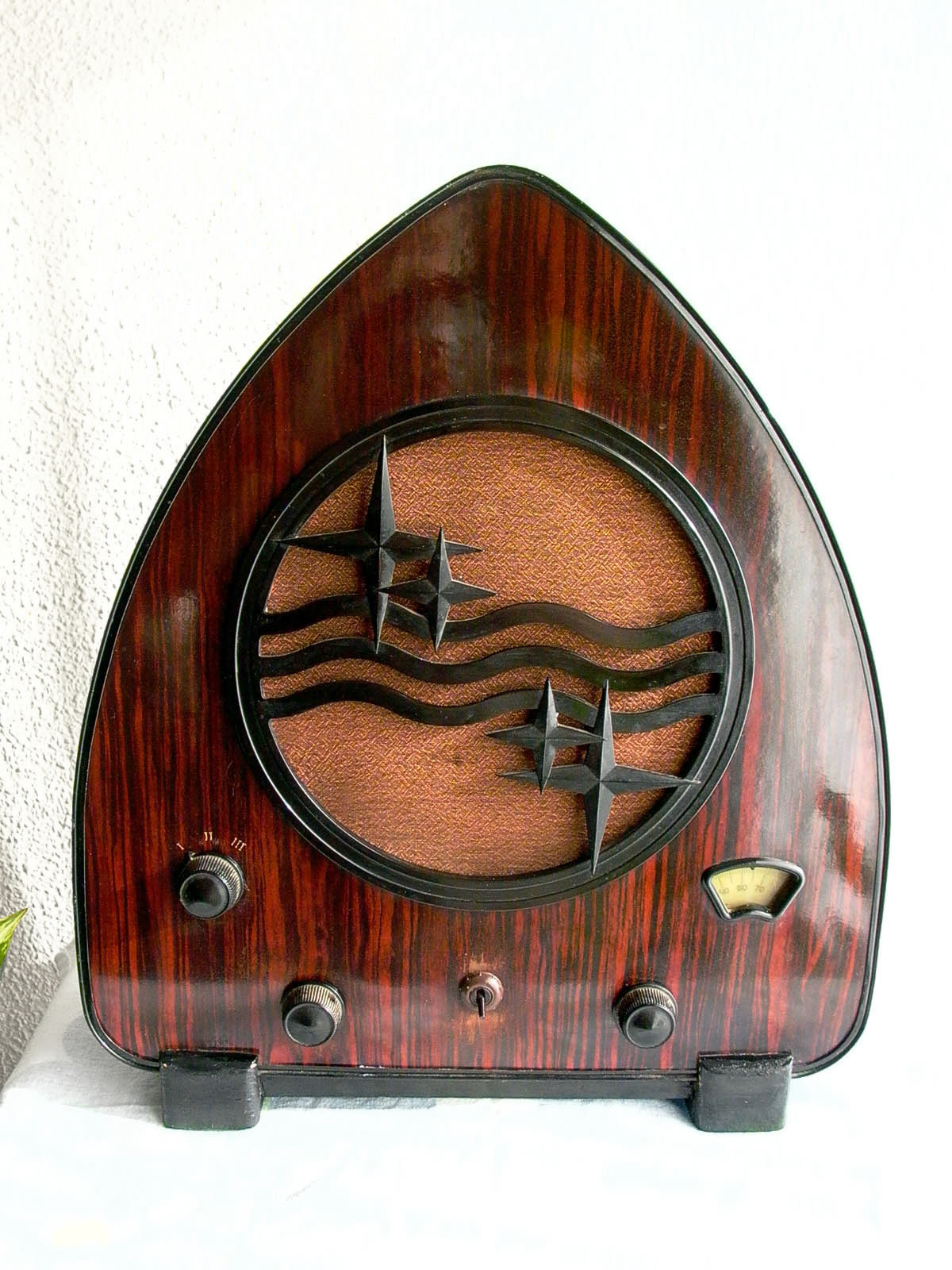
راديو فيليبس 'تشابل' موديل 930A ، 1931

في 11 مارس 1927، انطلقت شركة فيليبس على الهواء مع محطة راديو الموجات القصيرة PCJJ (لاحقًا PCJ) والتي انضمت إليها في عام 1929 محطة شقيقة (فيليبس أومرويب هولاند اندي Omroep Holland-Indi ، لاحقًا PHI). بثت محطة فيليبس أومرويب هولاند اندي PHOHI باللغة الهولندية إلى جزر الهند الشرقية الهولندية (إندونيسيا الآن)، ثم بثت PHI باللغة الإنجليزية ولغات أخرى إلى نصف الكرة الشرقي، بينما بث PCJJ باللغات الإنجليزية والإسبانية والألمانية لبقية العالم.
بدأ البرنامج الدولي في أيام الأحد في عام 1928، حيث استضاف المضيف إيدي ستارتز عرض محطة السعادة Happy Station ، الذي أصبح أطول برنامج للموجات القصيرة في العالم. توقف البث من هولندا بسبب الغزو الألماني في مايو 1940. استولى الألمان على أجهزة الإرسال في هويزن Huizen لاستخدامها في البث المؤيد للنازية، وبعضها قادم من ألمانيا، والبعض الآخر حفلات موسيقية من المذيعين الهولنديين تحت السيطرة الألمانية.
تم استيعاب راديو فيليبس بعد فترة وجيزة من التحرير عندما تم تأميم محطتي الموجات القصيرة في عام 1947 وأعيد تسميتها باسم إذاعة هولندا العالمية. استمرت بعض برامج PCJ ، مثل محطة السعادة Happy Station ، في المحطة الجديدة.

### محرك ستيرلينغ
لعبت فيليبس دورًا أساسيًا في إحياء محرك ستيرلينغ عندما قررت الإدارة في أوائل الثلاثينيات من القرن الماضي أن تقديم مولد محمول منخفض الطاقة سيساعد في توسيع مبيعات أجهزة الراديو الخاصة بها إلى أجزاء من العالم حيث لا تتوفر الكهرباء الرئيسية وتزويدها البطاريات غير مؤكد. أجرى المهندسون في مختبر أبحاث الشركة مقارنة منهجية لمختلف مصادر الطاقة وقرروا أن محرك ستيرلينغ المنسي تقريبًا سيكون الأنسب، مشيرين إلى تشغيله الهادئ (سواء من حيث الصوت أو من حيث التداخل اللاسلكي) والقدرة على العمل على مجموعة متنوعة مصادر الحرارة (زيت المصباح الشائع - «رخيصة ومتوفرة في كل مكان» - كان مفضل). كانوا يدركون أيضًا أنه، على عكس المحركات البخارية والاحتراق الداخلي، لم يتم تنفيذ أي أعمال تطوير جادة على محرك «ستيرلنغ» لسنوات عديدة وأكدوا أن المواد الحديثة والمعرفة يجب أن تتيح تحسينات كبيرة.
بتشجيع من أول محرك تجريبي، والذي ينتج 16 واط من قوة العمود shaft power من التجويف bore والضربات stroke بأبعاد 30 mm × 25 mm ،  تم إنتاج نماذج تطوير مختلفة في برنامج استمر طوال الحرب العالمية الثانية. بحلول أواخر الأربعينيات من القرن الماضي، كان الطراز العاشر "Type 10" جاهزًا للتسليم إلى شركة فيليبس الفرعية جوهن دي فيت Johan de Witt في دوردريتش ليتم إنتاجه ودمجه في مجموعة المولدات كما هو مخطط أصلاً. النتيجة المقدرة بـ 180/200 واط تم تعيين الناتج الكهربائي من التجويف والضربة بأبعاد 55 mm × 27 mm، إن MP1002CA (المعروفة باسم «مجموعة البنغل Bungalow»). بدأ إنتاج دفعة أولية من 250 في عام 1951، ولكن اتضح أنه لا يمكن تصنيعها بسعر تنافسي، إلى جانب ظهور أجهزة الراديو الترانزستور بمتطلبات طاقة أقل بكثير مما يعني أن الأساس المنطقي الأصلي للمجموعة كان يختفي. تم إنتاج ما يقرب من 150 من هذه المجموعات في النهاية.
بالتوازي مع مجموعة المولدات، طورت فيليبس محركات ستارلينغ التجريبية لمجموعة متنوعة من التطبيقات واستمرت في العمل في هذا المجال حتى أواخر السبعينيات، على الرغم من أن النجاح التجاري الوحيد كان بالتوازي مع مجموعة المولدات، طورت فيليبس محركات ستارلينغ التجريبية لمجموعة متنوعة من التطبيقات واستمرت في العمل في هذا المجال حتى أواخر السبعينيات، على الرغم من أن النجاح التجاري الوحيد كان المبرد التجميدي cryocooler «محرك ستيرلينغ المعكوس». ومع ذلك، فقد قدموا عددًا كبيرًا من براءات الاختراع وجمعوا ثروة من المعلومات، والتي رخصوها لاحقًا لشركات أخرى.
«محرك ستيرلينغ المعكوس». ومع ذلك، فقد قدموا عددًا كبيرًا من براءات الاختراع وجمعوا ثروة من المعلومات، والتي رخصوها لاحقًا لشركات أخرى.

### ماكينات الحلاقة
تم تقديم أول ماكينة حلاقة من فيليبس في ثلاثينيات القرن الماضي، وكان يطلق عليها ببساطة اسم فيليشيف. في الولايات المتحدة، كان يطلق عليه نورلكو Norelco . ظلت فيليشيف جزءًا من مجموعة منتجات فيليبس حتى الوقت الحاضر.

### الحرب العالمية الثانية
في 9 مايو 1940، علم مديرو شركة فيليبس أن الغزو الألماني لهولندا كان سيحدث في اليوم التالي. بعد الاستعداد لذلك، هرب أنطون فيليبس وصهره فرانس أوتين، بالإضافة إلى أفراد عائلة فيليبس الآخرين، إلى الولايات المتحدة، آخذين معهم جزءًا كبيرًا من رأس مال الشركة. عملت الشركة من الولايات المتحدة باسم شركة فيليبس في أمريكا الشمالية، وتمكنوا من إدارة الشركة طوال الحرب. في الوقت نفسه، تم نقل الشركة (على الورق) إلى جزر الأنتيل الهولندية لإبعادها عن أيدي ألمانيا.
في 6 ديسمبر 1942، قامت المجموعة الثانية البريطانية بسلاح الجو الملكي بتنفيذ عملية أويستر، التي ألحقت أضرارًا جسيمة بمصنع راديو فيليبس في أيندهوفن مع وقوع إصابات قليلة بين العمال والمدنيين الهولنديين. تعرضت أعمال فيليبس في أيندهوفن للقصف مرة أخرى من قبل سلاح الجو الملكي البريطاني في 30 مارس 1943.
فريتس فيليبس، ابن أنطون، كان فرد عائلة فيليبس الوحيد الذي أقام في هولندا. لقد أنقذ حياة 382 يهوديًا من خلال إقناع النازيين بأنهم لا غنى عنهم لعملية الإنتاج في فيليبس. في عام 1943، احتُجز في معسكر اعتقال للسجناء السياسيين في فاوت Vught لعدة أشهر لأن الإضراب في مصنعه قلل من الإنتاج. بسبب أفعاله في إنقاذ مئات اليهود، تم الاعتراف به من قبل ياد فاشيم في عام 1995 باعتباره من " الصالحين بين الأمم.

### 1945-1999

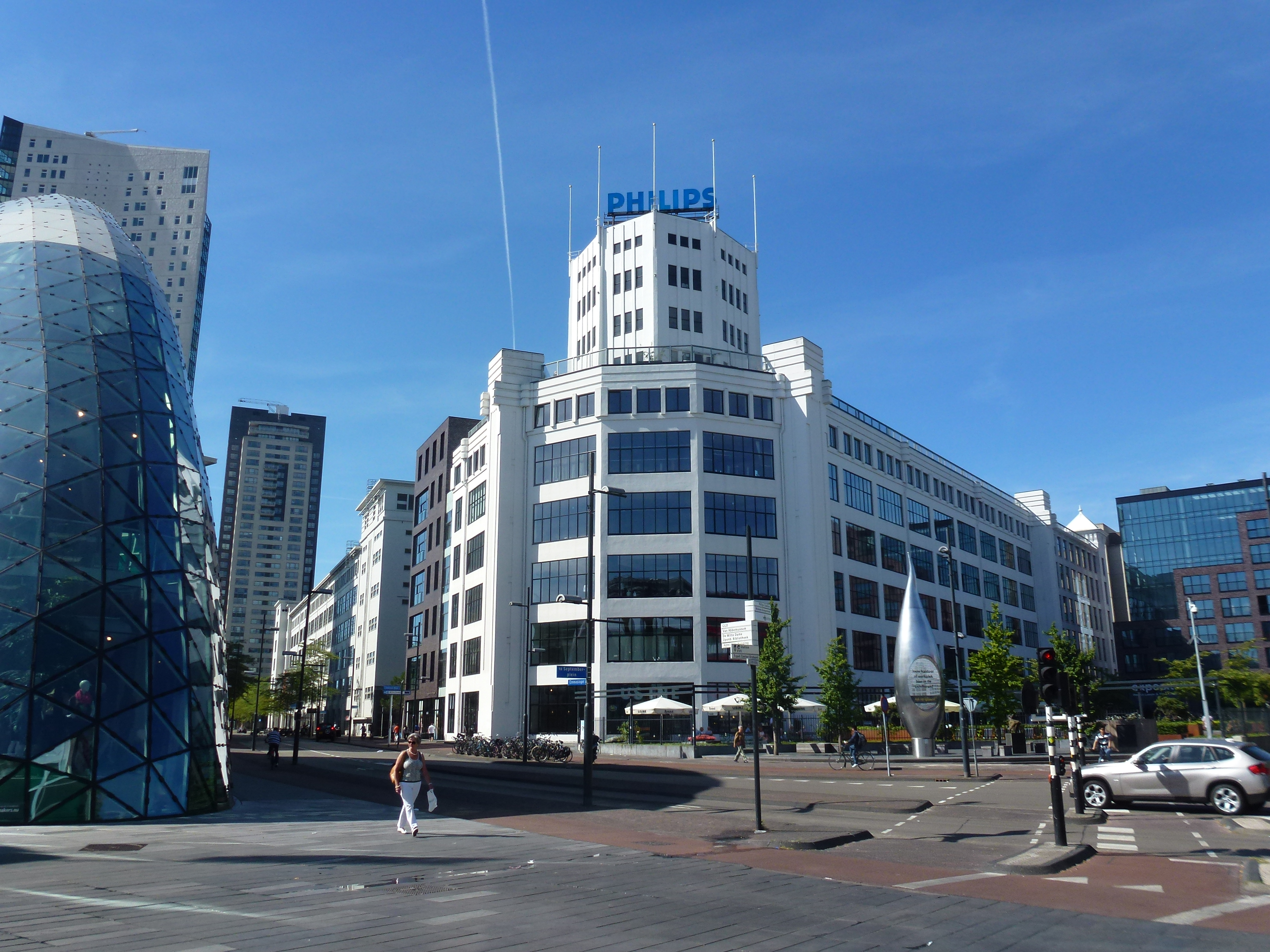
برج أضواء فيليبس فيليبس Light Tower في أيندهوفن ، كان في الأصل مصنعًا للمصابيح الكهربائية ولاحقًا مقر الشركة

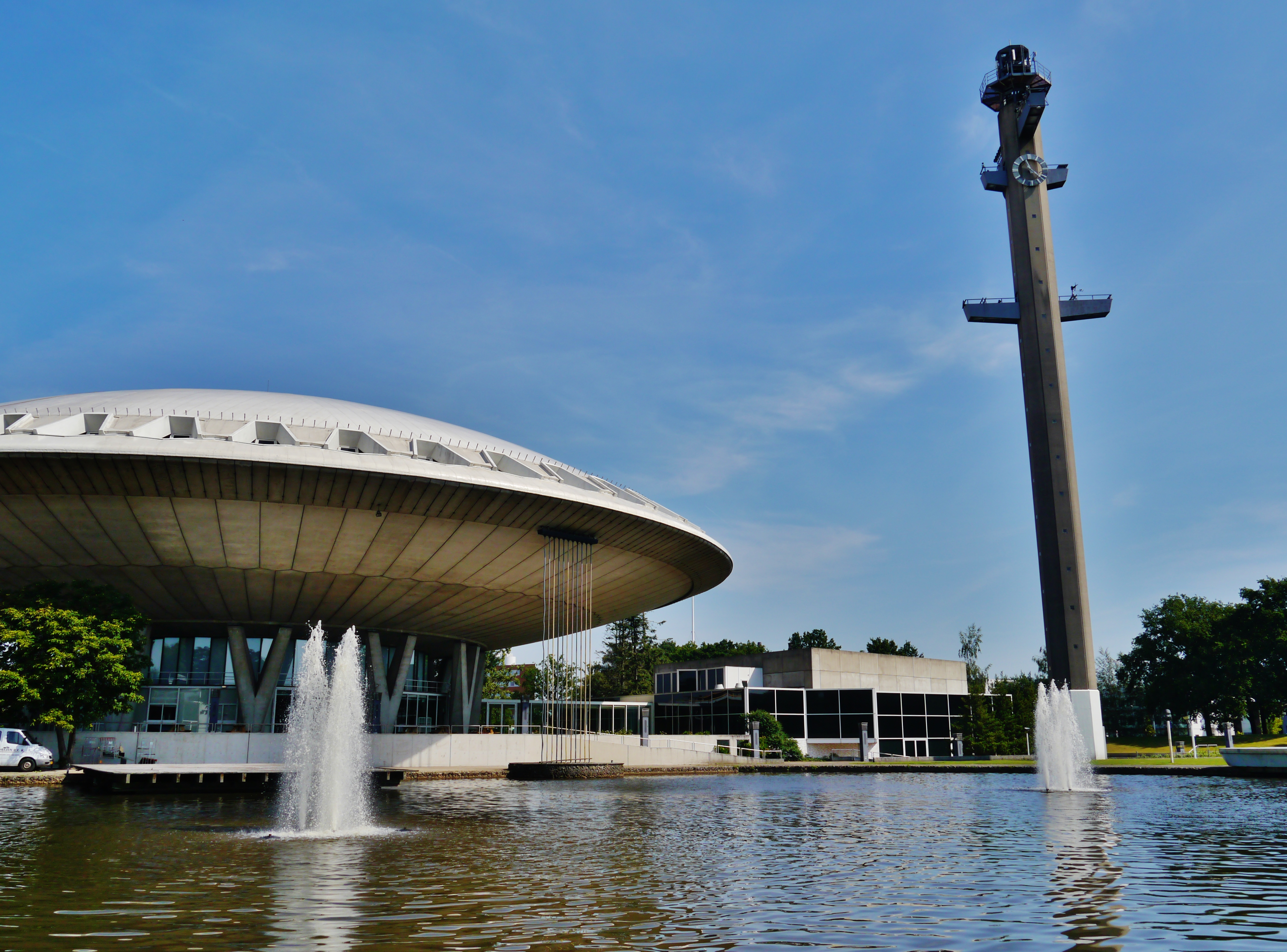
تم افتتاح إيفوليون Evoluon في أيندهوفن عام 1966

إن برج أضواء فيليبس في أيندهوفن، كان في الأصل مصنعًا للمصابيح الكهربائية ولاحقًا مقر الشركة
بعد الحرب، تم نقل الشركة مرة أخرى إلى هولندا، ومقرها الرئيسي في أيندهوفن.
في عام 1949، بدأت الشركة في بيع أجهزة التلفزيون. في عام 1950، شكلت الشركة تسجيلات فيليبس، والتي شكلت في النهاية جزءًا من شركة بولي جرام في عام 1962.
قدمت فيليبس شريط الصوت المضغوط في عام 1963، وقد حقق نجاحًا كبيرًا. تم استخدام الكاسيتات المدمجة في البداية لآلات الإملاء المستخدمة في كتاب الاختزال للطباعة المكتبية والصحفيين المحترفين. مع تحسن جودة الصوت، ستُستخدم الأشرطة أيضًا لتسجيل الصوت وأصبحت ثاني وسائط جماهيرية جنبًا إلى جنب مع تسجيلات الفينيل المستخدمة لبيع الموسيقى المسجلة.

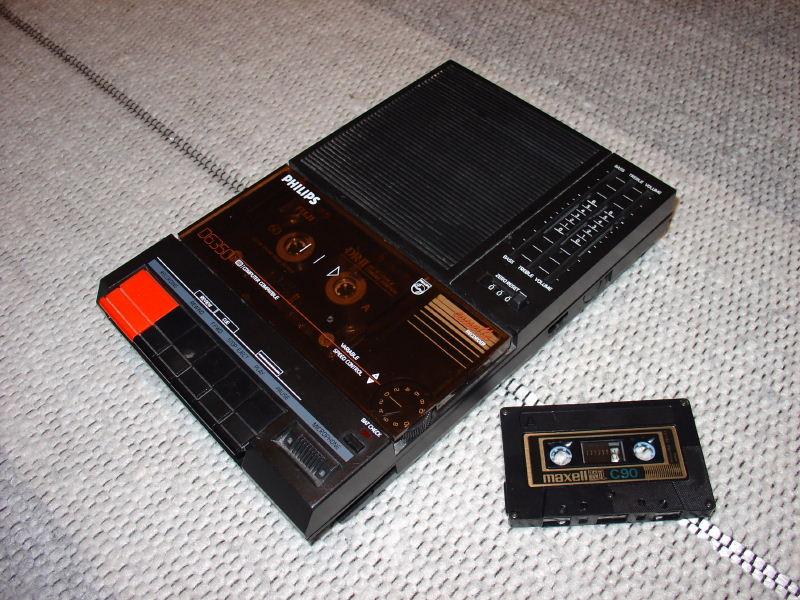
مسجل كاسيت صغير محمول مبكر من فيليبس (موديل D6350)

قدمت فيليبس المجموعة الأولى من أجهزة الراديو المحمولة ومسجل الكاسيت، والتي تم تسويقها على أنها «مسجل الراديو»، وهي معروفة الآن باسم صندوق بوم. في وقت لاحق، تم استخدام الكاسيت في أجهزة الرد على الهاتف، بما في ذلك شكل خاص من الكاسيت حيث تم لف الشريط في حلقة لا نهاية لها. تم استخدام سي كاسيت C-cassette كأول جهاز تخزين كبير السعة لأجهزة الكمبيوتر الشخصية المبكرة في السبعينيات والثمانينيات. خفضت فيليبس حجم الكاسيت لتلبية الاحتياجات الاحترافية باستخدام ميني كاسيت، على الرغم من أنها لن تكون ناجحة مثل أوليمبوس مايكرو كاسيت. أصبح هذه هي وسيلة الإملاء السائدة حتى ظهور آلات الإملاء الرقمية بالكامل.[بحاجة لمصدر] استمرت شركة فيليبس في التعامل مع أجهزة الكمبيوتر خلال أوائل التسعينيات (انظر مقالة منفصلة: كمبيوتر فيليبس).

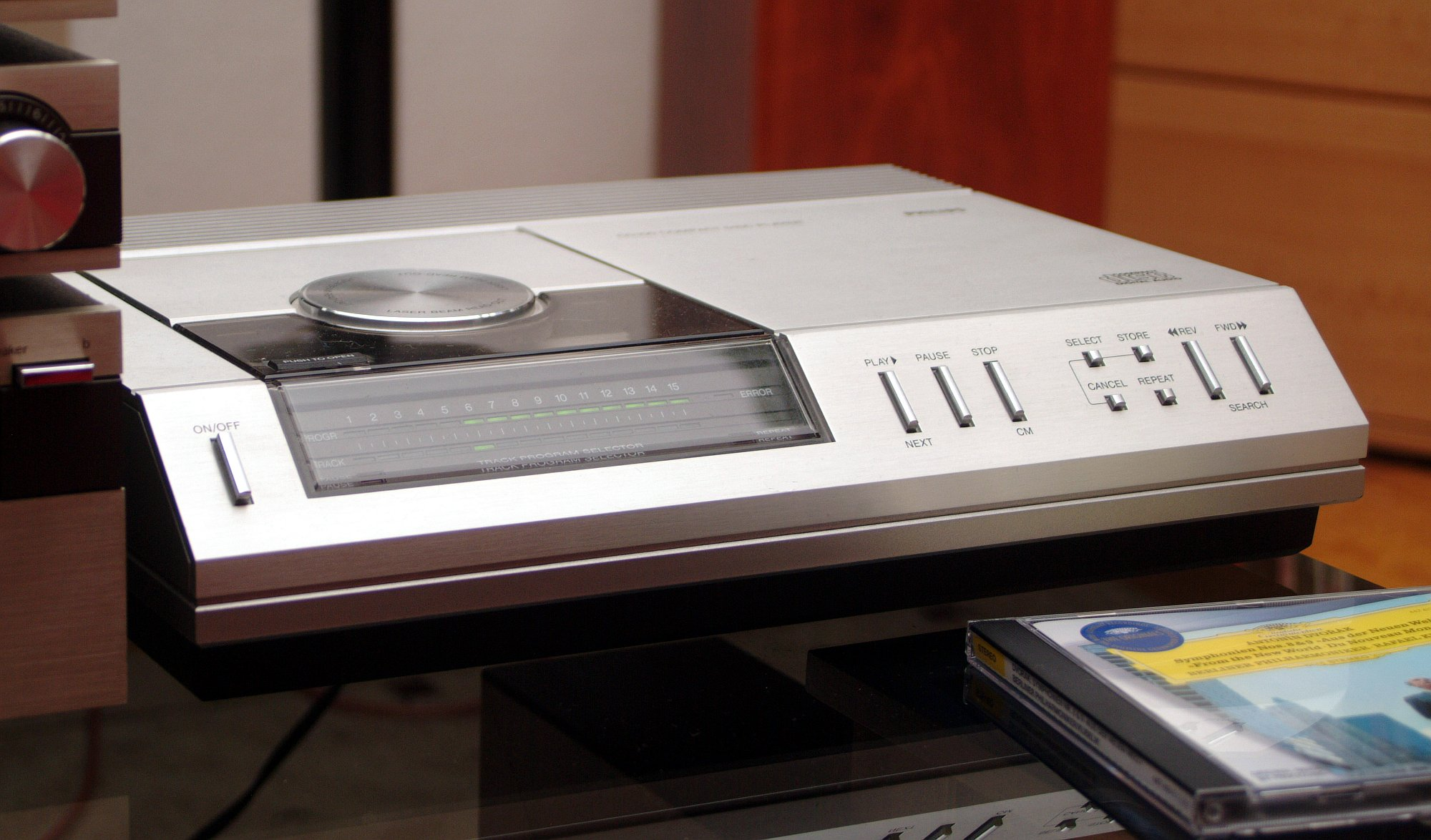
مشغل الأقراص المضغوطة Philips CD-100 ، ثاني مشغل أقراص مضغوطة تجاريًا على الإطلاق (بعد CDP-101 شريك Sony)

في عام 1972، أطلقت فيليبس أول مسجل فيديو منزلي في العالم، في المملكة المتحدة، N1500. يمكن لأشرطة الفيديو الضخمة نسبيًا أن تسجل 30 دقيقة أو 45 دقيقة. فيما بعد تم عرض شرائط مدتها ساعة واحدة. عندما جاءت المنافسة من سوني بيتاماكس ومجموعة VHS من الشركات المصنعة، قدمت فيليبس نظام N1700 الذي يسمح بالتسجيل مزدوج الطول. لأول مرة، يمكن أن يتسع فيلم مدته ساعتان في شريط فيديو واحد. في عام 1977، كشفت الشركة النقاب عن فيلم ترويجي خاص لهذا النظام في المملكة المتحدة، يظهر فيه الكاتب الكوميدي والمقدم دينيس نوردن. تم نسخ هذا المفهوم بسرعة من قبل صانعي اليابان، الذين كانت شرائطهم أرخص بكثير. قامت فيليبس بمحاولة أخيرة لمعيار جديد لمسجلات الفيديو مع نظام فيديو 2000، مع أشرطة يمكن استخدامها على كلا الجانبين ولها 8 ساعات من إجمالي وقت التسجيل. نظرًا لأن فيليبس باعت أنظمتها فقط وفقًا لمعيار PAL وفي أوروبا، وبيعت الشركات اليابانية على مستوى العالم، فقد ثبت أن مزايا الحجم لليابانيين لا يمكن التغلب عليها وسحبت فيليبس نظام V2000 وانضمت إلى تحالف VHS.
طورت فيليبس جهاز ليزرديسك مبكرًا لبيع الأفلام، لكنها أخرت إطلاقه التجاري خوفًا من تفكيك مبيعات مسجلات الفيديو. انضمت فيليبس لاحقًا إلى أم سي أي لإطلاق أول معيار ومشغلات ليزرديسك تجارية. في عام 1982، تعاونت فيليبس مع سوني لإطلاق القرص المضغوط؛ تطور هذا التنسيق إلى القرص المضغوط القابل للقراءة الأقراص المضغوطة وقرص مضغوط قابل لإعادة الكتابة CD-RW ودي في دي وما بعده من قرص الشعاع الأزرق Blu-ray ، والتي أطلقتها فيليبس مع سوني في عام 1997[بحاجة لمصدر] و2006 على التوالي.
في عام 1984، اشترت مجموعة فيليبس الهولندية ما يقرب من الثلث شركة غرونديغ الألمانية وتولت إدارة شركة .
في عام 1984، قسمت فيليبس أنشطتها في مجال معدات إنتاج الدارات المتكاملة للطباعة الحجرية الضوئية، أو ما يسمى برقائق الويفر، إلى مشروع مشترك مع شركة إيه اس ام لدولية، الموجودة في فيلدهوفن تحت اسم شركة أيه. أس. أم. أل. القابضة. على مر السنين، تطورت هذه الشركة الجديدة لتصبح الشركة الرائدة عالميًا في تصنيع آلات إنتاج الرقائق على حساب المنافسين مثل نيكون وكانون.
دخلت فيليبس في شراكة مع سوني مرة أخرى في وقت لاحق لتطوير تنسيق قرص «تفاعلي» جديد يسمى فيليبس سي دي-آي، وصفوه بأنه «طريقة جديدة للتفاعل مع جهاز التلفزيون». أنشأت فيليبس غالبية المشغلات المتوافقة مع فيليبس سي دي-آي. بعد انخفاض المبيعات، أعادت فيليبس تغيير موضع التنسيق كوحدة تحكم لألعاب الفيديو، ولكن سرعان ما تم إيقافه بعد تعرضه لانتقادات شديدة بين مجتمع الألعاب.
في الثمانينيات، انخفض هامش ربح فيليبس إلى أقل من 1٪ ، وفي عام 1990 خسرت الشركة أكثر من 2 مليار دولار (أكبر خسارة للشركة في تاريخ هولندا). استمرت مشاكل الشركة في التسعينيات حيث فقدت مكانتها كشركة إلكترونيات رائدة بسرعة.
في عام 1991، تم تغيير اسم الشركة من ان في فيليبس غلويلامبنفابركن إلى شركة فيليبس للالكترونيات ان في  وفي الوقت نفسه، تم حل فيليبس في أمريكا الشمالية رسميًا، وتم تشكيل قسم جديد للشركة في الولايات المتحدة باسم شركة فيليبس للالكترونيات في أمريكا الشمالية.
في عام 1997، قرر مسؤولو الشركة نقل المقر الرئيسي من أيندهوفن إلى أمستردام جنبًا إلى جنب مع تغيير اسم الشركة إلى شركة الالكترونيات كونينكليكه فيليبس ان في، والذي تم الانتهاء منه في 16 مارس 1998.
في عام 1998، وفي سعيها لتحفيز الابتكار، أنشأت فيليبس مجموعة أعمال ناشئة لوحدة أشباه الموصلات، ومقرها في وادي السيليكون. تم تصميم المجموعة لتكون حاضنة حيث يمكن تطوير تقنيات ومنتجات واعدة.

### 2000s
تم الانتهاء من نقل المقر إلى أمستردام في عام 2001. في البداية، كان مقر الشركة في برج رامبرانت. في عام 2002، انتقل مرة أخرى، هذه المرة إلى برج بريتنر. لا تزال مقرات شركة أضواء فيليبس وأبحاث فيليبس وأنصاف نواقل فيليبس Philips Semiconductors (التي انبثقت عن NXP في سبتمبر 2006) وتصميم فيليبس موجودة في أيندهوفن. يقع المقر الرئيسي لشركة فيليبس للرعاية الصحية في كل من بيست، هولندا (بالقرب من أيندهوفن) وأندوفر، في ماساتشوستس، في الولايات المتحدة (بالقرب من بوسطن).
في عام 2000، اشترت شركة فيليبس اوبتيفا Optiva، صانع سوني كير Sonicare فرشاة الأسنان الكهربائية. تم تغيير اسم الشركة إلى فيليبس للرعاية الصحية الفموية وجعلت شركة تابعة لشركة فيليبس ديه ايه بي. في عام 2001، استحوذت فيليبس على مجموعة اجيلنت تكنولوجيز لحلول الرعاية الصحية مقابل 2 مليار يورو. أنشأت فيليبس مشروعًا مشتركًا مع مجموعة إل جي لمراقبة أجهزة الكمبيوتر يسمى شاشات عرض ال جي.فيليبس LG.Philips Displays في عام 2001.
في عام 2001، بعد زيادة مجموعة الشركات الناشئة التابعة للوحدة لتصل إلى ما يقرب من مليار دولار من العائدات، تم تعيين سكوت إيه ماكجريجور الرئيس والمدير التنفيذي الجديد لشركة فيليبس لانصاف النواقل. أكمل تعيين ماكجريجور تحول الشركة إلى تعيين مديرين تنفيذيين مخصصين لجميع أقسام المنتجات الخمسة للشركة، والتي بدورها ستترك مجلس الإدارة للتركيز على القضايا التي تواجه مجموعة فيليبس ككل.

شعار فيليبس 2004

في عام 2004، تخلت فيليبس عن شعار «لنجعل الأمور أفضل» لصالح شعار جديد: «العقل والبساطة».
في ديسمبر 2005، أعلنت فيليبس عن نيتها بيع قسم أنصاف النواقل أو فصله. في 1 سبتمبر 2006، أُعلن في برلين أن اسم الشركة الجديدة التي شكلها القسم سيكون ان اكس بي لأنصاف النواقل NXP. في 2 أغسطس 2006، أكملت فيليبس اتفاقية لبيع حصة مسيطرة بنسبة 80.1٪ في شركة ان اكس بي لأنصاف النواقل إلى اتحاد مستثمري الأسهم الخاصة يتألف من كولبرغ كرافيس روبرت وشراكاه وسيلفر ليك بارتنرز وشركاء ألب إنفيست. في 21 أغسطس 2006، أعلنت باين كابيتال وأباكس بارتنرز عن توقيعهما على التزامات نهائية للانضمام إلى اتحاد الاستحواذ، وهي عملية اكتملت في 1 أكتوبر 2006.
في عام 2006، اشترت فيليبس شركة أنظمة خطوط الحياة Lifeline Systems التي يقع مقرها الرئيسي في فرامنغهام، ماساتشوستس، في صفقة بلغت قيمتها 750 مليون دولار، وهي أكبر خطوة لها حتى الآن لتوسيع أعمالها في مجال صحة المستهلك (M). في أغسطس 2007، استحوذت فيليبس على شركة كسيميز Ximis. التي يقع مقرها الرئيسي في إل باسو ، تكساس، لقسم المعلوماتية الطبية. في أكتوبر 2007، اشترت رخصة حافظة مور ذات المعالج الأصغري Moore Microprocessor Patent اختصارا (MPP) من مجموعة تي بي ال TPL.
في 21 ديسمبر 2007، أعلنت فيليبس وشركة ريسبيرونيكس Respironics، Inc. عن اتفاقية نهائية استحوذت بموجبها فيليبس على جميع الأسهم القائمة في ريسبيرونيكس مقابل 66 دولارًا أمريكيًا للسهم الواحد، أو بسعر شراء إجمالي يقارب 3.6 مليار يورو (5.1 دولار أمريكي مليار) نقدًا.
في 21 فبراير 2008، أكملت فيليبس عملية الاستحواذ على فيسيكو VISICU بالتيمور، ماريلاند من خلال دمج الشركة الفرعية غير المباشرة المملوكة بالكامل لها في فيسيكو. نتيجة لهذا الاندماج، أصبحت فيسيكو شركة فرعية مملوكة بالكامل غير مباشرة لشركة فيليبس . كانت شركة فيسيكو هي التي ابتكرت مفهوم وحدة العناية المشددة الالكترونية eICU لاستخدام التطبيب عن بعد من منشأة مركزية لمراقبة ورعاية مرضى وحدة العناية المركزة.
تم تقليص حجم مختبر فيزياء فيليبس في أوائل القرن الحادي والعشرين، حيث توقفت الشركة عن محاولة الابتكار في مجال الإلكترونيات الاستهلاكية من خلال الأبحاث الأساسية.

### 2010s

شعار الدرع

قامت شركة فيليبس بالعديد من عمليات الاستحواذ خلال عام 2011، حيث أعلنت في الخامس من يناير 2011 أنها استحوذت على شركة ابتيموم لايتينغ Optimum Lighting  ، وهي شركة مصنعة لمصابيح الليد LED. في يناير 2011، وافقت فيليبس على الاستحواذ على أصول شركة بريثي Preethi ، وهي شركة رائدة في مجال أجهزة المطبخ مقرها الهند. في 27 يونيو 2011، استحوذت فيليبس على شركة سكترا ماميا ايه بي Sectra Mamea AB ، قسم التصوير الشعاعي للثدي في سكترا ايه بي Sectra AB .
نظرًا لانخفاض صافي الربح بنسبة 85 في المائة في الربع الثالث من عام 2011، أعلنت فيليبس عن خفض 4500 وظيفة لتتناسب مع جزء من مخطط لخفض التكاليف بقيمة 800 مليون يورو (1.1 مليار دولار) لتعزيز الأرباح وتحقيق هدفها المالي. في عام 2011، سجلت الشركة خسارة قدرها 1.3 مليار يورو، ولكنها حققت أرباحًا صافية في الربع الأول والربع الثاني من عام 2012، ومع ذلك، أرادت الإدارة خفض التكاليف بمقدار 1.1 مليار يورو، وهو ما يمثل زيادة من 800 مليون يورو وقد يؤدي إلى إلغاء 2200 وظيفة أخرى حتى النهاية عام 2014. في مارس 2012، أعلنت شركة فيليبس عن نيتها بيع أو فصل عمليات تصنيع التلفزيون الخاصة بها إلى شركة تي بي في للتكنولوجيا TPV Technology . بعد عقدين من التراجع، خضعت فيليبس لعملية إعادة هيكلة كبرى، وحولت تركيزها من الإلكترونيات إلى الرعاية الصحية. خاصة من عام 2011 عندما تم تعيين الرئيس التنفيذي الجديد، فرانس فان هوتين. ساعدت الإستراتيجية الصحية والطبية الجديدة فيليبس على الازدهار مرة أخرى في العقد الأول من القرن الحادي والعشرين.
في 5 كانون الأول (ديسمبر) 2012، فرضت هيئات مكافحة الاحتكار في الاتحاد الأوروبي غرامة على شركة فيليبس والعديد من الشركات الكبرى الأخرى بسبب تثبيت أسعار أنابيب أشعة الكاثود التلفيزيونية TV cathode-ray tubes في زمرتين cartels دامتا ما يقرب من عقد من الزمان.
في 29 يناير 2013، أُعلن أن فيليبس قد وافقت على بيع عمليات الصوت والفيديو الخاصة بها لشركة فاناي للالكترونيات Funai Electric التي ‏ تتخذ من اليابان مقراً لها مقابل 150 مليون يورو، مع التخطيط لنقل أعمال الصوت إلى شركة فاناي في النصف الأخير من عام 2013، والفيديو عام 2017. وكجزء من هذه الصفقة، كان على شركة فاناي أن تدفع رسوم ترخيص منتظمة لشركة فيليبس لاستخدام علامة فيليبس التجارية. تم إنهاء اتفاقية الشراء بواسطة فيليبس في أكتوبر بسبب خرق العقد  وظلت عمليات الإلكترونيات الاستهلاكية تحت شركة فيليبس. وقالت فيليبس إنها ستطلب تعويضات عن خرق العقد في البيع البالغ 200 مليون دولار أمريكي. في أبريل 2016، حكمت محكمة التحكيم الدولية لصالح شركة فيليبس، حيث منحت تعويضًا قدره 135 مليون يورو في هذه العملية.
في أبريل 2013، أعلنت فيليبس عن تعاونها مع شركة باردوكس باردوكس للهندسة Paradox لتحقيق وتنفيذ «مشروع تجريبي» حول حلول إدارة إنارة الشوارع المتصلة بالشبكة. تمت الموافقة على هذا المشروع من قبل لجنة المرافق العامة في سان فرانسيسكو (SFPUC).
في عام 2013، أزالت فيليبس كلمة «إلكترونيات» من اسمها - لتصبح شركة فيليبس الملكية ان في Royal Philips NV  في 13 نوفمبر 2013، كشفت فيليبس النقاب عن خط علامتها التجارية الجديدة «الابتكار وأنت Innovation and You» وتصميم جديد لعلامة الدرع الخاصة بها. استشهدت فيليبس بوضع العلامة التجارية الجديدة للدلالة على تطور الشركة والتأكيد على أن الابتكار لا يكون ذا مغزى إلا إذا كان قائمًا على فهم احتياجات الناس ورغباتهم.
في 28 أبريل 2014، وافقت فيليبس على بيع فرعها ووكس للابتكارات Woox (الإلكترونيات الاستهلاكية) إلى ماركات جيبسون Gibson مقابل 135 مليون دولار أمريكي. في 23 سبتمبر 2014، أعلنت فيليبس عن خطة لتقسيم الشركة إلى قسمين، وفصل أعمال الإضاءة عن أقسام الرعاية الصحية وأسلوب حياة المستهلك. انتقلت لإكمال هذا في مارس 2015 لمجموعة استثمارية بمبلغ 3.3 مليار دولار.
في فبراير 2015، استحوذت فيليبس على شركة فولكانو كوربوراشن Volcano Corporation لتعزيز مكانتها في الجراحة والتصوير غير الجراحيين. في يونيو 2016، أنشأت فيليبس قسم الإضاءة الخاص بها للتركيز على قسم الرعاية الصحية. في يونيو 2017، أعلنت شركة فيليبس أنها ستستحوذ على شركة سبيكترانتيكس Spectranetics Corp ومقرها الولايات المتحدة، وهي شركة تصنيع أجهزة لعلاج أمراض القلب، مقابل 1.9 مليار يورو (1.68 مليار جنيه إسترليني) لتوسيع أعمالها الحالية في مجال العلاج الموجه بالصور.
في مايو 2016، خضع قسم الإضاءة في فيليبس في الشركة الأم فيليبس لعملية انبثاق، وأصبحت شركة عامة مستقلة باسم شركة فيليبس للإضاءة ان في.في عام 2017، أطلقت مجموعة الاستثمارات المشتركة لشركة فيليبس، مع تركيزها الرئيسي على صندوق مشروعات التكنولوجيا الصحية. استثمرت مجموعة الاستثمارات المشتركة لشركة فيليبس في شركات عديدة منها مايتونومي Mytonomy عام (2017) وديرهيلث DEARhealth عام (2019).
في عام 2018، أعيدت تسمية شركة شركة فيليبس للإضاءة ان في المستقلة إلى شركة سيغنيفاي ان في Signify NV ومع ذلك، استمرت في إنتاج وتسويق المنتجات التي تحمل علامة فيليبس التجارية مثل مصابيح الإضاءة LED المتغيرة الألوان من فيليبس هيو Philips Hue .

## شؤون الشركات

### المدراء التنفيذيين
الرؤساء التنفيذيون السابقون والحاضرون:
- 1891-1922: جيرارد فيليبس
- 1922-1939: انطون فيليبس
- 1939-1961: فرانس أوتن
- 1961-1971: فريتس فيليبس
- 1971-1977: هينك فان ريمسديك
- 1977-1981: نيكو رودنبورغ
- 1981-1982: كور ديلين
- 1982-1986: ويس ديكر
- 1986-1990: كور فان دير كلوغت
- 1990-1996: جان تيمر
- 1996-2001: كور بونسترا
- 2001-2011: جيرارد كليسترلي
- 2011 إلى الوقت الحاضر: فرانس فان هوتين

### الرؤساء التنفيذيين للإضاءة
- 2003-2008: ثيو فان دورسين
- 2012 إلى الوقت الحاضر: إريك روندولات

### المديرين الماليين
الرؤساء الماليون السابقون والحاضرون (المدير المالي)
- 1960-1968: كور ديلين
- - 1997: دودلي يوستاس
- 1997-2005: جان هومن
- 2015 إلى الوقت الحاضر: ابهيجيت بهاتاكاريا

### عمليات الاستحواذ
تشمل الشركات التي استحوذت عليها فيليبس على مر السنين:
- مختبرات أداك ADAC
- شركة اجيلنت تكنولوجيز لحلول الرعاية الصحية
- امبيركس
- الأمواج فوق الصوتية ATL
- إيكو EKCO
- لايف لاين سيستمز
- ماجنافوكس
- ماركوني للأنظمة الطبية
- اشترت فيليبس الطبية إنتر ماغناتيك من لاثما في نيويورك مقابل 1.3 مليار في عام 2006،
- أوبتيفا
- بريثي
- باي المحدودة Pye  [لغات أخرى]‏
- ريسبيرونيك
- سيكترا ماميا إيه بي
- سيقنتكس Signetics
- فيسيكو VISICU
- فالكانو
- في إل سي آي
- كزيميس Ximis
- أجزاء من ويستينغهاوس إلكتريك
- عمليات الإلكترونيات الاستهلاكية في فيلكو ومنتجات سيلفانيا الكهربائية.

تخلت فيليبس عن علامة سيلفانيا التجارية المملوكة الآن لشركة هافيلس سيلفانيا باستثناء أستراليا وكندا والمكسيك ونيوزيلندا وبورتوريكو والولايات المتحدة حيث تمتلكها اوسرام. تأسست في نوفمبر 1999 كمشروع مشترك متساو بين فيليبس واجيلنت تكنولوجيز، أصبحت الشركة المصنعة للديود الباعث للضوء لوميليدس شركة تابعة لشركة فيليبس للإضاءة في أغسطس 2005 وشركة تابعة مملوكة بالكامل في ديسمبر 2006. تم بيع حصة 80.1 بالمائة في لوميليدس لشركة الإدارة العالمية أبولو Apollo Global Management في عام 2017.

## العمليات
تم تسجيل فيليبس في هولندا على أنها ناملوزيه فينوتشاب ناملوز فينيتشخاب [الإنجليزية] ومقرها العالمي في أمستردام. في نهاية عام 2013، كان لدى فيليبس 111 منشأة تصنيع و59 مرفقًا للبحث والتطوير في 26 دولة وعمليات مبيعات وخدمات في حوالي 100 دولة. ولدى الشركة رصيد كبير من براءات الاختراع يبلغ 80.000 علامة مسجلة وهو الرقم الذي يبرهن على الطبيعة الابتكارية للشركة.
تم تنظيم شركة فيليبس في ثلاثة أقسام رئيسية:
1. قسم فيليبس لنمط حياة المستهلك (سابقًا فيليبس لالكترونيات المستهلك وأجهزة فيليبس المنزلية والعناية الشخصية)
2. فسم فيليبس للرعاية الصحية (أنظمة فيليبس الطبية سابقًا)
3. قسم فيليبس للإضاءة (سابقًا).[82]

حققت شركة فيليبس إجمالي إيرادات بلغت 22.579 مليار يورو في عام 2011، منها 8.852 مليار يورو تم تحقيقها بواسطة فسم فيليبس للرعاية الصحية، و7.638 مليار يورو من قسم فيليبس للإضاءة، و5.823 مليار يورو من قسم فيليبس لنمط حياة المستهلك و266 مليون يورو من الأنشطة الجماعية.  في نهاية عام 2011، كان لدى فيليبس ما مجموعه 121,888 موظفًا ، منهم 44٪ يعملون في قسم فيليبس للإضاءة و31٪ في فسم فيليبس للرعاية الصحية و15٪ في قسم فيليبس لنمط حياة المستهلك.  تم إنشاء قسم الإضاءة كشركة جديدة تسمى Signify ، والتي تستخدم علامة فيليبس التجارية بموجب ترخيص.استثمرت فيليبس ما مجموعه 1.61 مليار يورو في البحث والتطوير في عام 2011، أي ما يعادل 7.10٪ من المبيعات.  تعد شركة فيليبس للملكية الفكرية والمعايير القسم المسؤول على مستوى المجموعة عن الترخيص وحماية العلامات التجارية وبراءات الاختراع.  تمتلك شركة فيليبس حاليًا حوالي 54000 حق براءة اختراع و39000 علامة تجارية و70.000 حق تصميم و4400 تسجيل اسم نطاق.

### آسيا [وصلة ويب | وصلة دائمة | وصلة داخلية]

#### تايلاند [وصلة ويب | وصلة دائمة | وصلة داخلية]
تأسست فيليبس تايلاند في عام 1952. وهي شركة تابعة تنتج منتجات الرعاية الصحية ونمط الحياة والإضاءة. بدأت فيليبس التصنيع في تايلاند عام 1960 بمصنع مصابيح متوهجة. قامت فيليبس بتنويع مرافق الإنتاج الخاصة بها لتشمل مصنعًا للمصابيح الفلورية ومصنعًا للإنارة ، يخدمان الأسواق التايلاندية والعالمية.

#### هونج كونج [وصلة ويب | وصلة دائمة | وصلة داخلية]
مبنى فيليبس في حديقة هونج كونج للعلوم
بدأت شركة فيليبس هونج كونج عملها في عام 1948. تضم شركة فيليبس هونج كونج المقر العالمي لوحدة أعمال الصوت التابعة لشركة فيليبس. كما يضم المكتب الإقليمي لشركة فيليبس في منطقة آسيا والمحيط الهادئ والمقر الرئيسي لقسم التصميم ، وقسم الأجهزة المنزلية ومنتجات العناية الشخصية ، وقسم منتجات الإضاءة ، وقسم منتجات الأنظمة الطبية.
في عام 1974، افتتحت فيليبس مصنعًا للمصابيح في هونغ كونغ. هذا بسعة 200 مليون قطعة سنويًا ومصدقة بشهادة ISO 9001: 2000 وISO 14001 . تشتمل مجموعة منتجاتها على مصابيح الإضاءة ذات التركيز المسبق prefocus، ولينسند lensend، ومصابيح الإضاءة المصغرة E10.

#### البر الرئيسي للصين [وصلة ويب | وصلة دائمة | وصلة داخلية]
تأسست فيليبس البر الرئيسي للصين زوهاي في غوانغدونغ، في عام 1990. الموقع يصنع أساسا منتجات فيليبس للحلاقة فيليشيف ومنتجات الرعاية الصحية.  في أوائل عام 2008، افتتحت فيليبس للإضاءة، وهي قسم من شركة فيليبس الملكية للالكترونيات، مركزًا هندسيًا صغيرًا في شنغهاي لتكييف منتجات الشركة مع السيارات في آسيا.

#### الهند [وصلة ويب | وصلة دائمة | وصلة داخلية]
بدأت شركة فيليبس عملياتها في الهند في عام 1930، بتأسيس شركة فيليبس الهندية المحدودة للالكترونيات في كولكاتا كمنفذ مبيعات لمصابيح فيليبس المستوردة. في عام 1938، أنشأت فيليبسأول مصنع هندي لصناعة المصابيح في كولكاتا. في عام 1948، بدأت شركة فيليبسفي تصنيع أجهزة الراديو في كولكاتا. في عام 1959، تم إنشاء مصنع راديو ثانٍ بالقرب من بيون. تم إغلاق هذا وبيعه في حوالي عام 2006. في عام 1957، تحولت الشركة إلى شركة عامة محدودة ، أعيدت تسميتها شركة فيليبس الهند المحدودة ". في عام 1970، بدأ مصنع جديد للإلكترونيات الاستهلاكية عملياته في بيمبري بالقرب من بيون. وهذا يسمى الآن "مركز فيليبس للابتكار للرعاية الصحية". أيضًا ، تم إنشاء منشأة تصنيع "مركز فيليبس للتميز في التصنيع" في تشاكان ، بيون في عام 2012. في عام 1996، تم إنشاء مركز فيليبس للبرامج في بنغالور، وأعيد تسميته لاحقًا إلى مجمع فيليبس للابتكار.  في عام 2008، دخلت فيليبس الهند سوق أجهزة تنقية المياه. في عام 2014، احتلت فيليبسالمرتبة 12 بين العلامات التجارية الأكثر ثقة في الهند وفقًا لتقرير ثقة العلامة التجارية، وهو دراسة أجرتها شركة تراست ريسرتش ادفايسر Trust Research Advisory.  تعمل فيليبس الآن في الهند باعتبارها واحدة من أكثر شركات الرعاية الصحية تنوعًا وتركز بشكل كبير على منتجات التصوير والموجات فوق الصوتية ومنتجات MA & TC ومنتجات العناية بالنوم والجهاز التنفسي. تطمح فيليبس إلى تحسين حياة 40 مليون مريض في الهند بحلول العامين المقبلين. في عام 2020، قدمت فيليبس وحدات العناية المركزة المتنقلة من أجل دعم الأطباء لتلبية الطلب المتزايد على أسرة العناية المركزة بسبب جائحة كوفيد تسعة عشر COVID-19.

#### إسرائيل
تعمل فيليبس في إسرائيل منذ عام 1948 وفي عام 1998، أنشأت شركة فرعية مملوكة بالكامل لها ، فيليبس إسرائيل المحدودة للالكترونيات. لدى الشركة أكثر من 700 موظف في إسرائيل وحققت مبيعات تزيد عن 300  مليون دولار في عام 2007.
إن شركة فيليبس لتكنولوجيات الأنظمة الطبية المحدودة في حيفا هي شركة مطورة ومصنعة لأنظمة التصوير المقطعي المحوسب والتشخيص والتصوير الطبي. تأسست الشركة في عام 1969 باسم السينت بواسطة صناعات الرون الالكترونية Elron Electronic Industries واستحوذت عليها شركة ماكروني للأنظمة الطبية في عام 1998، والتي استحوذت عليها فيليبس في عام 2001.
كان لشركة فيليبس لأنصاف النواقل في السابق عمليات رئيسية في إسرائيل ؛ هذه تشكل الآن جزءًا من شركة ان اكس بي لأنصاف النواقل NXP. في 1 أغسطس 2019، استحوذت فيليبس على قسم كير ستريم اتش سي آي اس Carestream HCIS من شركة أونكس Onex Corporation. كجزء من عملية الاستحواذ ، كجزء من شركة أنظمة ألغوتك المحدودة Algotec Systems LTD (كير ستريم اتش سي آي اس للأبحاث والتطوير) الواقعة في رعنانا إسرائيل بتغيير الملكية في صفقة أسهم. بالإضافة إلى ذلك ، غيرت شركة ألغوتك Algotec اسمها إلى فيليبس ألغوتك Philips Algotec وهي جزء من فيليبس اتش سي آي اس Philips HCIS والتي تعمل كشركة مزودة لأنظمة التصوير الطبي.[بحاجة لمصدر]

#### باكستان
تعمل فيليبس في باكستان منذ عام 1948 ولديها شركة فرعية مملوكة بالكامل تسمى شركة فيليبس باكستان المحدودة (المعروفة سابقًا باسم شركة فيليبس للصناعات الكهربائية في باكستان المحدودة).
يقع المكتب الرئيسي في كراتشي مع مكاتب مبيعات إقليمية في لاهور وروالبندي.

### أوروبا

#### فرنسا

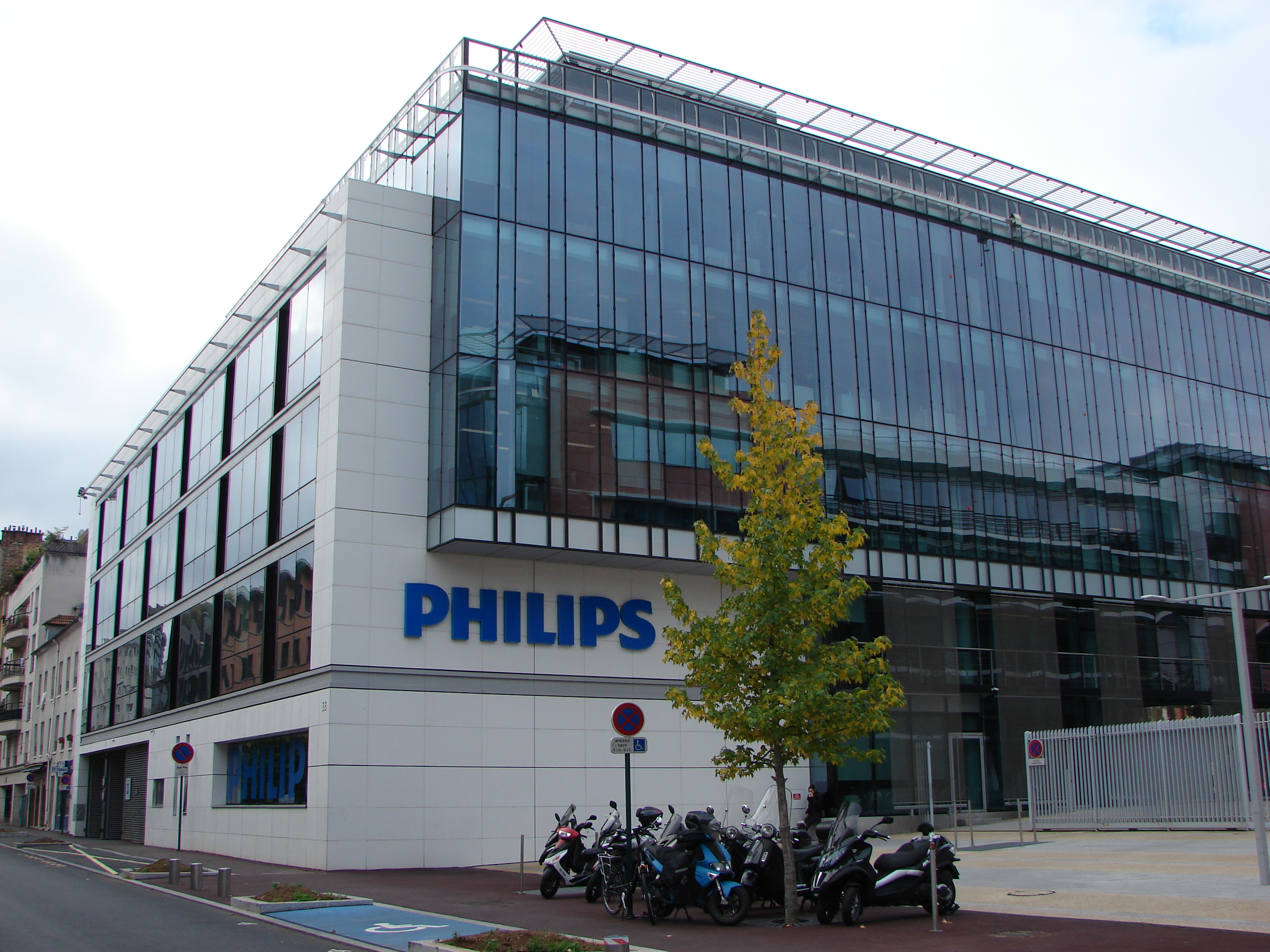
المقر الرئيسي لشركة فيليبس فرنسا في سوريسن Suresnes

يقع مقر شركة فيليبس فرنسا في سوريسن. توظف الشركة أكثر من 3600 شخص على الصعيد الوطني.تمتلك فيليبس للإضاءة مرافق تصنيع متواجدة في:
- شالون سور ساون (مصابيح الفلورسنت)،
- شارتر (إضاءة السيارات)،
- ولاموت بيوفرون (الإضاءة المعمارية بواسطة مصابيح LED والإضاءة الداخلية الاحترافية)،
- ولونجفيتش (المصابيح)،
- ميريبيل (الإضاءة الخارجية)،
- نيفير (احترافي إضاءة داخلية).

#### ألمانيا
تأسست شركة فيليبس ألمانيا عام 1926 في برلين. الآن يقع مقرها الرئيسي في هامبورغ. يعمل في ألمانيا أكثر من 4900 شخص.
- هامبورغ
  - مركز توزيع أقسام الرعاية الصحية ونمط حياة المستهلك والإضاءة.
  - أنظمة فيليبس الطبية DMC.
  - تقنيات فيليبس المبتكرة ، معامل الأبحاث.
- آخن
  - تقنيات فيليبس المبتكرة.
  - خدمات فيليبس للابتكار.
- بوبلينجن
  - أنظمة فيليبس الطبية ، أنظمة مراقبة المرضى.
- هيرشينغ
  - فيليبس ريسبيرونكس.
- أولم
  - تقوم فيليبس للأضواء بتطوير وتصنيع ثنائيات الليزر الرأسية (VCSELs) والصمامات الثنائية الضوئية للاستشعار وتوصيل البيانات.

#### اليونان
يقع المقر الرئيسي لشركة فيليبس اليونان في هالاندري ، أتيكا. اعتبارًا من عام 2012، ليس لدى شركة فيليبس مصانع في اليونان ، على الرغم من وجود مصانع للصوت والإضاءة والاتصالات في السابق.

#### إيطاليا
أسست فيليبس مقرها الإيطالي في عام 1918، واستقرت في مونزا (ميلانو) حيث لا تزال تعمل ، للأنشطة التجارية فقط.

#### هنغاريا
أسست مركز فيليبس للتجميع في هنغاريا في عام 1992، لإنتاج التلفزيونات والأجهزة الإلكترونية الاستهلاكية في سيكشفهيرفار. بعد دخول شركة تي بي في TPV إلى أعمال فيليبس تي في، تم نقل المصنع إلى شركة تي بي فيجن، وهي الشركة المشتركة الجديدة في عام 2011. تم نقل المنتجات إلى بولندا والصين وتم إغلاق المصنع في عام 2013.
من خلال استحواذ فيليبس على شركة بي إل آي PLI في عام 2007، ظهر مصنع فيليبس هنغاري آخر في تماسي Tamási ، ينتج مصابيح تحت اسم مصابيح فيليبس تاماسي Philips IPSC Tamási ، لاحقًا فيليبس للإضاءة. تمت إعادة تسمية المصنع إلى سيغنفاي Signify في عام 2017، ولا يزال ينتج منتجات الإضاءة من فيليبس.

#### بولندا
تشمل عمليات فيليبس في بولندا ما يلي: مركز مالي ومحاسبي أوروبي في لودز؛ مرافق الإضاءة من فيليبس في بيلسكو بياوا وبييلا وكوترزين؛ ومنشأة فيليبس للأجهزة المنزلية في بياليستوك.

#### البرتغال
بدأت شركة فيليبس أعمالها في البرتغال عام 1927 باسم «فيليبس بورتوغيزا اس ايه ار ال». حاليًا ، يقع المقر الرئيسي لشركة فيليبس بورتوغيزا اس ايه في أويراس بالقرب من لشبونة. كانت هناك ثلاثة مصانع لشركة فيليبس في البرتغال: مصنع مصابيح فاباي FAPAE في لشبونة ؛  مصنع ذاكرة كارناكسيد ذو النواة المغناطيسية بالقرب من لشبونة ، حيث كان مقر مؤسسة خدمات فيليبس أيضًا ؛ ومصنع أوفار في شمال البرتغال يصنعان مكونات الكاميرات وأجهزة التحكم عن بعد. لا تزال الشركة تعمل في البرتغال مع أقسام للإضاءة التجارية والأنظمة الطبية والأجهزة المنزلية.

#### السويد
تمتلك فيليبس السويد موقعين رئيسيين ، كيستا Kista ، مقاطعة ستوكهولم ، مع المبيعات الإقليمية ، والتسويق ومنظمة دعم العملاء ، وسولنا Solna ، مقاطعة ستوكهولم ، مع المكتب الرئيسي لقسم التصوير الشعاعي للثدي.
المملكة المتحدة
يقع المقر الرئيسي لشركة فيليبس في المملكة المتحدة  في غيلدفورد. توظف الشركة أكثر من 2500 شخص على الصعيد الوطني.
- تعمل شركة فيليبس لمعلومات الرعاية الصحية، بلفاست على تطوير منتجات برامج الرعاية الصحية.
- توفر منتجات المستهلك من جيلدفورد فيليبس مبيعات وتسويق أجهزة التلفزيون ، بما في ذلك أجهزة التلفزيون عالية الدقة ، ومسجلات DVD ، والصوت عالي الدقة والمحمول ، ومسجلات الأقراص المضغوطة ، والأجهزة الطرفية للكمبيوتر الشخصي ، والهواتف اللاسلكية ، والأجهزة المنزلية والمطبخ ، والعناية الشخصية (ماكينات الحلاقة ، ومجففات الشعر ، والجسم الجمال وصحة الفم).
- أنظمة إملاء فيليبس ، كولشيستر.
- فيليبس للإضاءة: المبيعات من جيلدفورد والتصنيع في هميلتون.
- فيليبس للرعاية الصحية ، جيلدفورد. المبيعات والدعم الفني للأشعة السينية والموجات فوق الصوتية والطب النووي ومراقبة المرضى والرنين المغناطيسي والتصوير المقطعي ومنتجات الإنعاش.
- مختبرات فيليبس للأبحاث ، كامبريدج (حتى عام 2008 ومقرها في ريدهيل ، ساري. في الأصل كانت هذه مختبرات مولارد للأبحاث.)

في الماضي ، أدرجت فيليبس المملكة المتحدة أيضًا:
- تصنيع المنتجات الاستهلاكية في كرويدون
- تصنيع أنبوب التلفزيون مولارد سيمونستون
- فيليبس لاتصالات الإعمال، كامبريدج: عرضت منتجات اتصالات الصوت والبيانات ، وهي متخصصة في تطبيقات إدارة علاقات العملاء (CRM)، والمهاتفة عبر بروتوكول الإنترنت ، وشبكات البيانات ، والمعالجة الصوتية ، وأنظمة القيادة والتحكم ، والاتصالات الهاتفية اللاسلكية والمتنقلة. في عام 2006 تم وضع الشركة في مشروع مشترك بنسبة 60/40 مع شركة إن إي سي. استحوذت شركة NEC لاحقًا على ملكية بنسبة 100 في المائة وتم تغيير اسم الشركة إلى شركة الحلول الموحدة إن إي سي NEC Unified Solutions.
- فيليبس للإلكترونيات بلاكبيرن ؛ أنابيب مفرغة ، مكثفات ، خطوط تأخير ، أقراص ليزر ، أقراص مدمجة.
- فيليبس للأجهزة المنزلية هيستينغز: تصميم وإنتاج الغلايات الكهربائية وسخانات المروحة بالإضافة إلى السخانات الأنبوبية "Thermotube" التي تحمل علامة إيكو EKCO التجارية السابقة وعربات تسخين الطعام المنزلية «المضيفة».
- مولارد ساوثهامبتون وهازل جروف، ستوكبورت. تم تجميعها في الأصل كمشروع مشترك بين مولارد وجينيرال إلكتريك- جي إيه سي كشركات مصنعة لأشباه الموصلات . لقد طوروا وصنعوا المقومات والثنائيات والترانزستورات والدوائر المتكاملة والأجهزة الكهروضوئية. أصبحت هذه أشباه الموصلات من فيليبس قبل أن تصبح جزءًا من NXP.
- قسم النقل والخدمات اللوجستية والنقل في لندن.
- أدوات مولارد المحدودة اختصارا (MEL) التي أنتجت منتجات للجيش
- شركة أدا Ada المحدودة (هاليفاكس Halifax)، صانع الغسالات والمجففات الدورانية والثلاجات
- شركة باي تي في تي المحدودة  [لغات أخرى]‏ Pye في كامبريدج
- باي للاتصالات المحدودة في كامبريدج
- شركة تي ام سي TMC المحدودة في مالميسبري

### أمريكا الشمالية

#### كندا

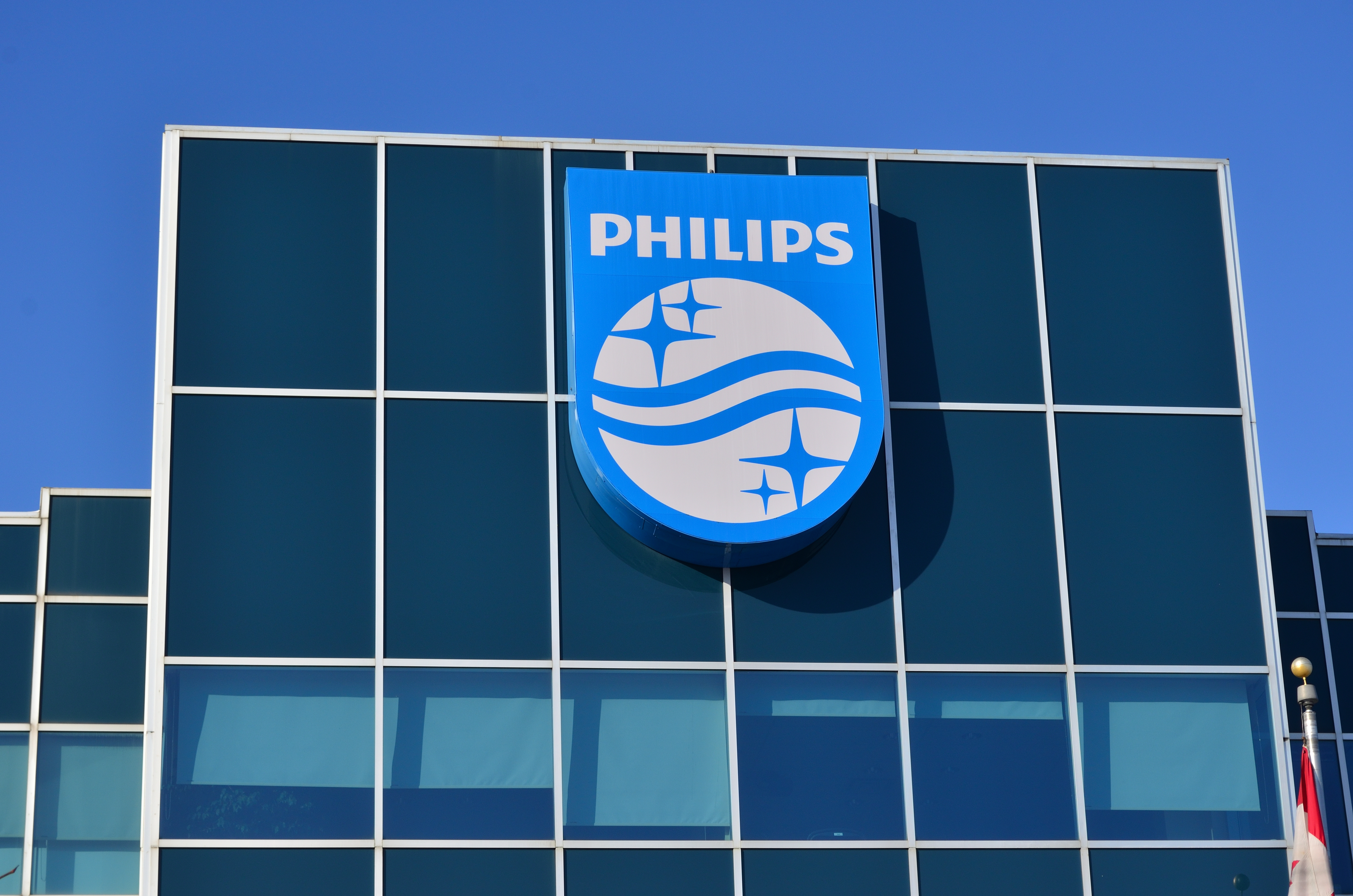
مقر فيليبس في ماركهام

تأسست فيليبس كندا في عام 1941. وهي معروفة في الأنظمة الطبية للتشخيص والعلاج وتقنيات الإضاءة وآلات الحلاقة والأجهزة الإلكترونية الاستهلاكية.
يقع المقر الكندي في ماركهام ، أونتاريو.
لعدة سنوات ، صنعت فيليبس منتجات الإضاءة في مصنعين كنديين. تم افتتاح مصنع لندن ، أونتاريو، في عام 1971. أنتجت مصابيح A19 (بما في ذلك مصابيح "Royale" طويلة العمر) ومصابيح PAR38 ومصابيح T19 (كانت في الأصل على شكل مصباح ويستينغهاوس إلكتريك). أغلقت فيليبس المصنع في مايو 2003. كان مصنع تروا ريفيير في كيبيك عبارة عن منشأة تابعة لشركة وستينغهاوس واصلت فيليبس تشغيلها بعد شراء قسم المصابيح في وستينغهاوس في عام 1983. أغلقت فيليبس هذا المصنع بعد بضع سنوات ، في أواخر الثمانينيات.

#### المكسيك
يقع المقر الرئيسي لشركة فيليبس ماكسيكانا سا دا سي في SA de CV في مكسيكو سيتي. تمتلك فيليبس للإضاءة مرافق تصنيع في: مونتيري في ولاية نويفو ليون وسيوداد خواريز في شيواوا وتيجوانا في باجا كاليفورنيا تمتلك فيليبس لالكترونيات المستهلك منشأة تصنيع في سيوداد خواريز في ولاية شيواوا. كانت فيليبس للأجهزة المنزلية تدير سابقًا مصنعًا كبيرًا في قطاع فوليجو Vallejo الصناعي في مكسيكو سيتي ، ولكن تم إغلاق هذا المصنع في عام 2004.

#### الولايات المتحدة الأمريكية

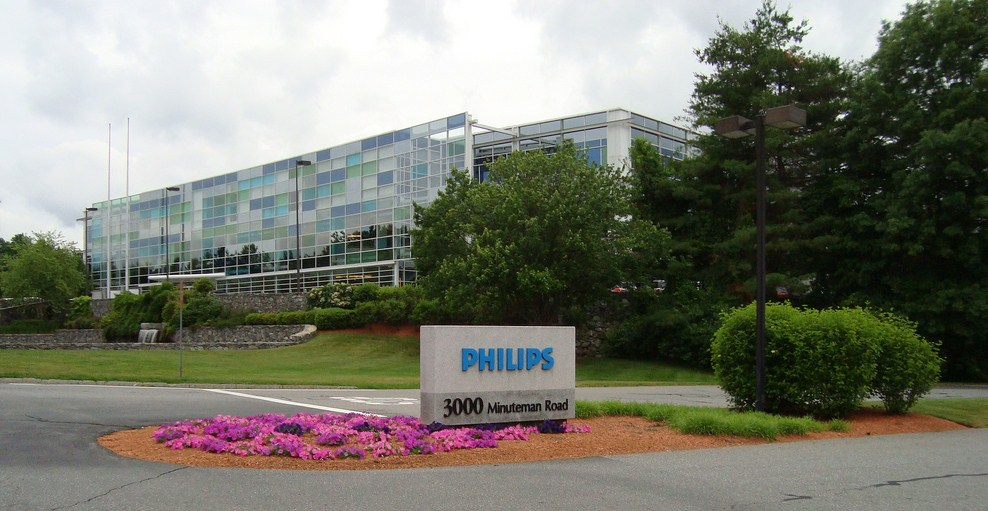
المقر الرئيسي لشركة فيليبس في أمريكا الشمالية في أندوفر ، ماساتشوستس

يقع المقر الرئيسي لشركة فيليبس للإلكترونيات في أمريكا الشمالية في أندوفر ، ماساتشوستس. في أوائل عام 2018، أُعلن أن المقر الرئيسي للولايات المتحدة سينتقل إلى كامبريدج ، ماساتشوستس بحلول عام 2020. يوجد مكتب فيليبس للإضاءة في سومرست ، نيو جيرسي، مع مصانع في دانفيل ، كنتاكي، دالاس ، سالينا ، كانساس، وباريس ، تكساس ومراكز التوزيع في ماونتن توب ، بنسلفانيا، إل باسو ، تكساس ، أونتاريو ، كاليفورنيا، وممفيس ، تينيسي. يقع المقر الرئيسي لشركة فيليبس للرعاية الصحية في كامبريدج ، ماساتشوستس، وتدير مركزًا للتكنولوجيا الصحية في ناشفيل ، تينيسي، مع أكثر من 1000 وظيفة. يقع مقر منظمة مبيعات أمريكا الشمالية في بوثيل ، واشنطن. توجد أيضًا منشآت تصنيع في أندوفر ، ماساتشوستس؛ بوثيل ، واشنطن؛ بالتيمور ، ماريلاند؛ كليفلاند ، أوهايو؛ فوستر سيتي ، كاليفورنيا؛ غينزفيل ، فلوريدا؛ ميلبيتاس ، كاليفورنيا؛ وريدسفيل ، بنسلفانيا. كان لدى فيليبس للرعاية الصحية سابقًا مصنع في نوكسفيل بولاية تينيسي. يوجد مكتب فيليبس لنمط حياة المستهلك في ستامفورد ، كونيتيكت. لدى فيليبس للإضاءة مكتب كولر كينيتيك Color Kinetics في برلنغتون ، ماساتشوستس. يقع المقر الرئيسي لشركة أبحاث فيليبس في أمريكا الشمالية في كامبريدج ، ماساتشوستس.
في عام 2007، دخلت فيليبس في اتفاقية اندماج نهائية مع شركة جنتلي غروب انكوربوريت الأمريكية الشمالية ، والتي توفر للشركة مكانة رائدة في وحدات الإنارة في أمريكا الشمالية (المعروفة أيضًا باسم «تركيبات الإضاءة lighting fixtures»)، وأجهزة التحكم والمنتجات ذات الصلة لمجموعة متنوعة واسعة من التطبيقات ، بما في ذلك الإضاءة الصلبة. استحوذت الشركة أيضًا على رسبيرونيكس Respironics ، والتي كانت مكسبًا كبيرًا لقطاع الرعاية الصحية. في 21 فبراير 2008، أكملت فيليبس الاستحواذ على فيسكو VISICU بالتيمور ، ماريلاند. كانت فيسكو VISICU مبتكرة مفهوم العناية الطبية المشددة الالكترونية eICU لاستخدام الطب عن بعد من منشأة مركزية لمراقبة ورعاية مرضى وحدة العناية المركزة.
في أبريل 2020، أبرمت وزارة الصحة والخدمات الإنسانية الأمريكية (HHS) عقدًا مع فيليبس رسبيرونيكس لشراء 43000 جهاز تهوية للمستشفى من طراز Trilogy Evo Universal اختصارا (EV300). وشمل ذلك إنتاج وتسليم أجهزة التهوية إلى المخزون الوطني الاستراتيجي - حوالي 156000 بحلول نهاية أغسطس 2020 و187000 أخرى بحلول نهاية عام 2020. خلال جائحة COVID-19 لعام 2020 ، التي بدأت في مارس 2020، استجابة للطلب الدولي ، زادت فيليبس إنتاج أجهزة التنفس أربعة أضعاف في غضون خمسة أشهر. تمت إضافة خطوط إنتاج في الولايات المتحدة مع موظفين يعملون على مدار الساعة في مصانع تنتج مراوح ، في غرب بنسلفانيا وكاليفورنيا ، على سبيل المثال.
في آذار (مارس) 2020، نشرت بروبابليكا ProPublica سلسلة من المقالات حول عقد جهاز التنفس الصناعي من فيليبس كما تفاوض عليها المستشار التجاري بيتر نافارو. رداً على سلسلة بروبابليكا ProPublica ، في أغسطس ، أجرى مجلس النواب الأمريكي «تحقيقًا في الكونجرس» في الاستحواذ على أجهزة التنفس الصناعي فيليبس. ووجد تحقيق المشرعين «أدلة على الاحتيال والهدر وسوء المعاملة». - نتج عن الصفقة التي تفاوض عليها نافارو دفع مبالغ زائدة لشركة فيليبس من قبل حكومة الولايات المتحدة «مئات الملايين».

### أوقيانوسيا

#### أستراليا ونيوزيلندا
تأسست فيليبس أستراليا في عام 1927 ويقع مقرها الرئيسي في نورث رايد ، نيو ساوث ويلز، كما تدير عمليات نيوزيلندا من هناك. توظف الشركة حاليًا حوالي 800 شخص. تقع مكاتب المبيعات والدعم الإقليمية في ملبورن وبريسبان وأديلايد وبيرث وأوكلاند.
تشمل الأنشطة الحالية ما يلي:
فيليبس للرعاية الصحية (مسؤولة أيضًا عن عمليات نيوزيلندا)
فيليبس للإضاءة (مسؤولة أيضًا عن عمليات نيوزيلندا)
فيليبس للرعاية الصحية الفموية
فيليبس لحلول الإملاء الاحترافية
فيليبس لحلول العرض الاحترافية
فيليبس أفينت AVENT الاحترافية
فيليبس لنمط حياة المستهلك (مسؤول أيضًا عن عمليات نيوزيلندا)
فيليبس لرعاية النوم والتنفس (رسيبرونيكس Respironics سابقًا)، مع شبكتها الوطنية المتزايدة باستمرار من مراكز النوم السهل Sleepeasy
فيليبس ديناليت Philips Dynalite (أنظمة التحكم في الإضاءة ، التي تم الاستحواذ عليها في عام 2009،
مركز التصميم والتصنيع العالمي فيليبس سيليكون ان زد Philips Selecon NZ (تصميم وتصنيع منتجات الترفيه الضوئي Lighting Entertainment).

### أمريكا الجنوبية

#### البرازيل
فيليبس البرازيل ((بالبرتغالية: Philips do Brasil‏)) في عام 1924 في ريو دي جانيرو. في عام 1929، بدأت شركة فيليبس في بيع أجهزة استقبال الراديو. في الثلاثينيات من القرن الماضي ، كانت فيليبس تصنع مصابيحها الكهربائية وأجهزة استقبال الراديو في البرازيل. من عام 1939 إلى عام 1945، أجبرت الحرب العالمية الثانية الفرع البرازيلي لشركة فيليبس على بيع الدراجات والثلاجات والمبيدات الحشرية. بعد الحرب ، كان لشركة فيليبس توسع صناعي كبير في البرازيل ، وكانت من بين المجموعات الأولى التي تأسست في منطقة ماناوس الحرة . في السبعينيات من القرن الماضي ، كانت شركة تسجيلات فيليبس Philips Records لاعباً رئيسياً في صناعة التسجيلات البرازيلية. في الوقت الحاضر ، تعد فيليبس البرازيل واحدة من أكبر الشركات المملوكة للأجانب في البرازيل. تستخدم فيليبس العلامة التجارية واليتا Walita للأجهزة المنزلية في البرازيل.

#### تلفزيون ملون
تم تقديم التلفزيون الملون في أمريكا الجنوبية من قبل الرئيس التنفيذي السابق كور ديلين.[بحاجة لمصدر]

### العمليات السابقة
قامت شركة فيليبس دوفار التابعة لشركة فيليبس بتصنيع المستحضرات الصيدلانية للاستخدام البشري والبيطري ومنتجات لحماية المحاصيل. تم بيع دوفار لشركة سولفاي في عام 1990. في السنوات اللاحقة ، باعت سولفاس جميع الأقسام لشركات أخرى (حماية المحاصيل لشركة يوني رويال UniRoyal ، والآن شركة كيمتورا، والقسم البيطري إلى فورت دادج Fort Dodge ، وهو قسم من وايث، وقسم الأدوية إلى مختبرات أبوت).
إن قسم فيليبس للمخطط المتعدد والتلفزيون والموسيقى والأفلام، قد تم بيعه إلى سيجرام في عام 1998؛ واندمجت في مجموعة يونيفرسال ميوزيك . تواصل تسجيلات فيليبس Philips Records العمل كعلامة تسجيل لشركة يو ام جي UMG ، واسمها مرخص من الشركة الأم السابقة.
في عام 1980، استحوذت فيليبس على شركة مارانتز، وهي شركة مشهورة بمنتجات الصوت والفيديو المتطورة ، ومقرها كاناغاوا ، اليابان. في عام 2002، اندمجت شركة مارانتز اليابان مع شركة دينون Denon لتشكيل شركة دي أند ام هولدينغ D&M Holdings وباعت فيليبس حصتها المتبقية فيشركة دي أند ام هولدينغ في عام 2008.
إن شركة اوريجن Origin ، التي أصبحت الآن جزءًا من شركة أتوس اوريجن، هي قسم سابق لشركة فيليبس .
تُعد شركة الطباعة الحجرية ASM أحد فروع شركة فيليبس .
كانت شركة هولندس سيغنالاباراتين Hollandse Signaalapparaten شركة مصنعة للإلكترونيات العسكرية. تم بيع الشركة إلى شركة طومسون-سي إس إف في عام 1990 وهي الآن شركة تاليس نيزرلاند Thales Nederland.
تم بيع شركة ان اكس بي لأنصاف النواقل NXP، المعروفة سابقًا باسم فيليبس لأنصاف النواقل، لمجموعة من مستثمري الأسهم الخاصة في عام 2006. في 6 أغسطس 2010، أكملت شركة ان اكس بي لأنصاف النواقل الاكتتاب العام، مع تداول الأسهم في بورصة نازداك.
إغنيس   ، من كوميريو في مقاطعة فاريزي بإيطاليا ، أنتجت غسالات وغسالات أطباق وأفران ميكروويف، وكانت واحدة من الشركات الرائدة في سوق الأجهزة المنزلية ، حيث تمتلك 38٪ من الأسهم في عام 1960. في عام 1970، استحوذت فيليبس على 50٪ من رأس مال الشركة ، التي حصلت على السيطرة الكاملة في عام 1972. كانت إغنيس Ignis في تلك السنوات ، بعد زانوسي Zanussi ، ثاني أكبر شركة لتصنيع الأجهزة المنزلية ، وفي عام 1973 بلغ عدد عمال مصانعها أكثر من 10000 موظف في إيطاليا فقط. مع نقل الملكية إلى الشركة الهولندية متعددة الجنسيات ، تم تغيير اسم الشركة ، والتي أصبحت آي أر أي IRE SpA وهو اختصار للاسم انداستري رنينت يورودوميستيك Industrie Riunite Eurodomestici. بعد ذلك ، اعتادت فيليبس بيع الأجهزة المنزلية الرئيسية (البضائع البيضاء) تحت اسم فيليبس. بعد بيع قسم الأجهزة المنزلية الرئيسية لشركة فيرلبول Whirlpool Corporation ، تم تغييره من فيربول فيليبس Philips Whirlpool إلى فيليبس فيربول Whirlpool Philips وأخيراً إلى فيربول Whirlpool فقط. اشترت شركة فيربول 53٪ من عمليات الأجهزة الرئيسية لشركة فيليبس لتشكيل شركة فيربول الدولية. اشترت فيربول حصة فيليبس المتبقية في فيربول الدولية في عام 1991.
تم تقسيم فيليبس كريوجينيكس Cryogenics في عام 1990 لتشكيل سترلينغ كريوجينيكس بي في، هولندا. لا تزال هذه الشركة نشطة في تطوير وتصنيع مبردات ستيرلنغ وأنظمة التبريد المبردة.
قامت فيليبس في أمريكا الشمالية بتوزيع منتجات ايه كيه جي للصوتيات AKG Acoustics تحت العلامة التجارية ايه كيه جي أمريكا AKG of America وفيليبس الفيديو/ الصوتيات ونورلكو وايه كيه جي اكوستيك. حتى أنشأت ايه كيه جي AKG قسمها في أمريكا الشمالية في سان لياندرو ، كاليفورنيا، في عام 1985. (انتقل قسم أمريكا الشمالية التابع لشركة ايه كيه جي AKG منذ ذلك الحين إلى نورثريدج ، كاليفورنيا.)
كانت بوليمر فيجن Polymer Vision إحدى شركات فيليبس الفرعية التي صنعت شاشة عرض حبر إلكتروني مرنة. استحوذت الشركة على الشركة من قبل شركة تصنيع الإلكترونيات التايوانية ويسترون Wistron في عام 2009 وتم إغلاقها في عام 2012، بعد محاولات فاشلة متكررة للعثور على مشترٍ محتمل.

## المنتجات

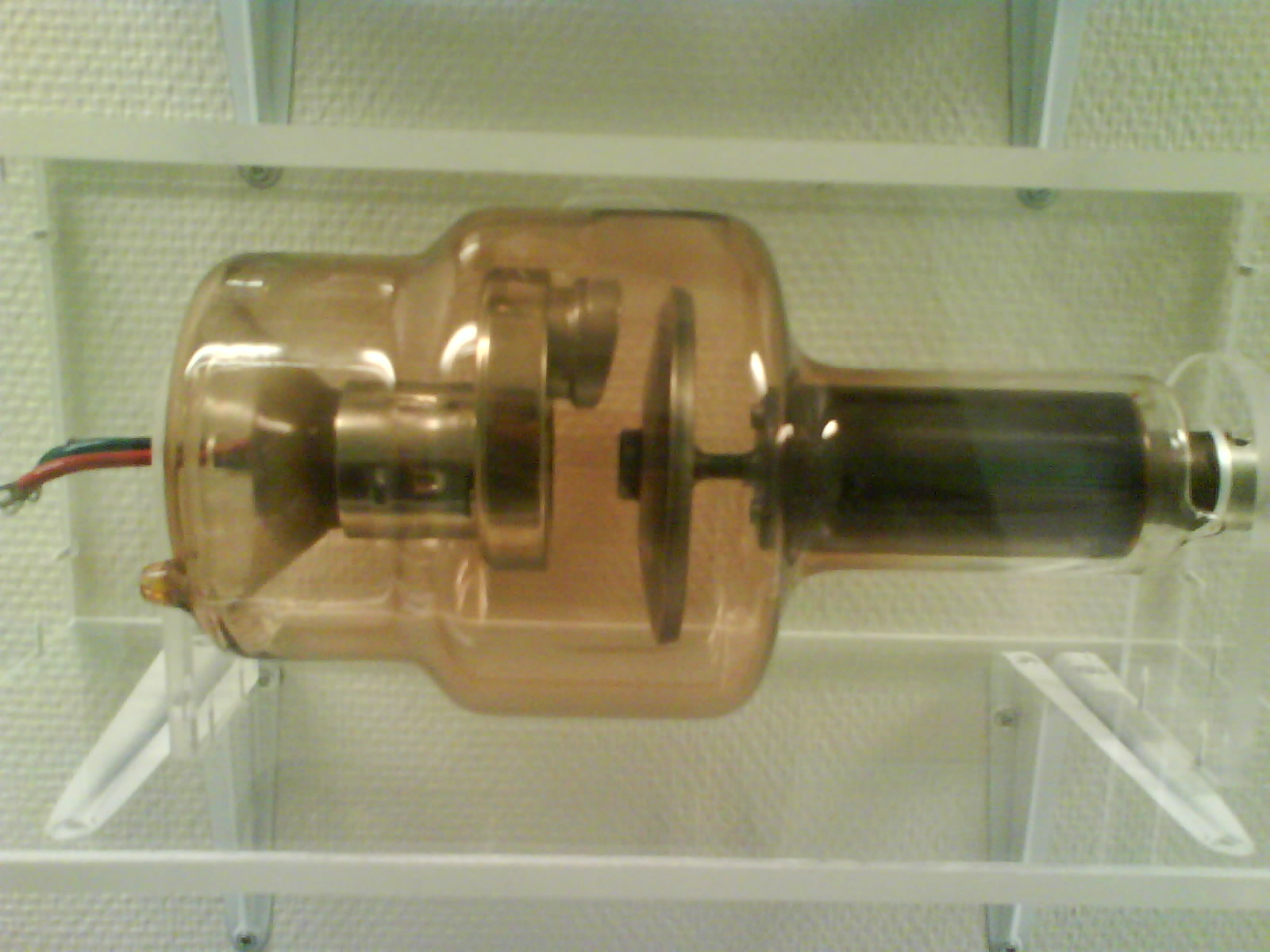
أنبوب أشعة فيليبس القديم

منتجات فيليبس الأساسية هي الإلكترونيات الاستهلاكية والمنتجات الكهربائية (بما في ذلك الأجهزة المنزلية الصغيرة وآلات الحلاقة وأجهزة التجميل وأجهزة رعاية الأم والطفل وفرشاة الأسنان الكهربائية وآلات صنع القهوة (منتجات مثل الهواتف الذكية وأجهزة الصوت ومشغلات بلو راي Blu-ray وملحقات الكمبيوتر وأجهزة التلفزيون هي تباع بموجب ترخيص))؛ ومنتجات الرعاية الصحية (بما في ذلك أجهزة التصوير المقطعي المحوسب، وأجهزة تخطيط القلب، ومعدات التصوير الشعاعي للثدي ، ومعدات المراقبة ، وأجهزة التصوير بالرنين المغناطيسي، ومعدات التصوير الشعاعي ، وأجهزة الإنعاش ، ومعدات الموجات فوق الصوتية ، ومعدات الأشعة السينية)؛  في يناير 2020، أعلنت شركة فيليبس أنها تتطلع إلى بيع قسم الأجهزة المنزلية ، والذي يتضمن منتجات مثل آلات القهوة وأجهزة تنقية الهواء وأجهزة تجفيف الهواء.

### منتجات الإضاءة
- فوانيس داخلية مهنية [111]

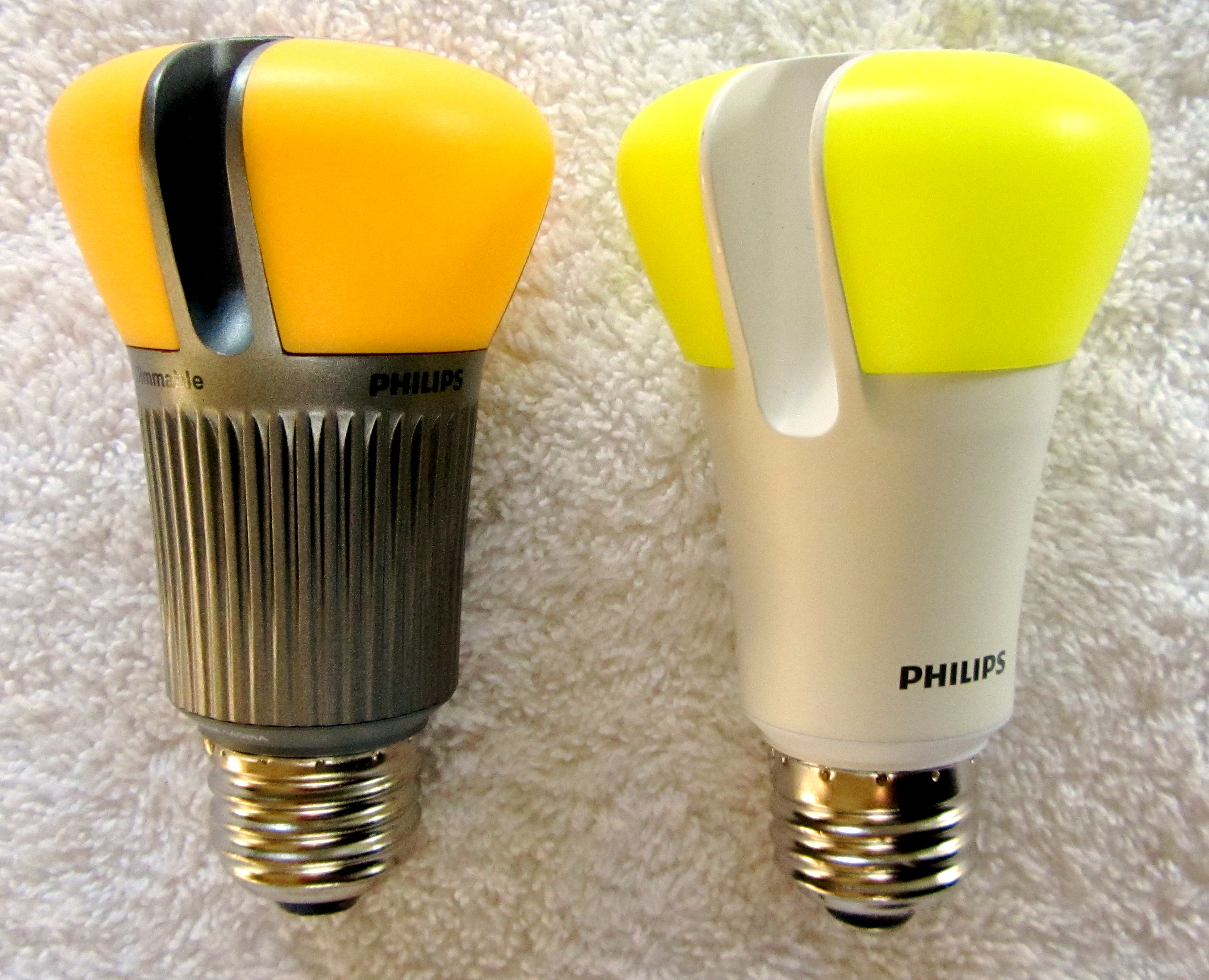
لمبات LED من صنع Philips.

- وحدات الإنارة الاحترافية للأماكن الخارجية [112]
- مصابيح مهنية [113]
- أنظمة التحكم والتحكم في الإضاءة [114]
- أضواء الإسقاط الرقمي [115]
- إضاءة البساتين [116]
- مصابيح LED تعمل بالطاقة الشمسية [117]
- أنظمة إضاءة المكاتب الذكية [118]
- أنظمة الإضاءة الذكية للبيع بالتجزئة [119]
- أنظمة إضاءة المدينة الذكية [120]
- مصابيح منزلية [121]
- تركيبات منزلية [122]
- أنظمة منزلية (تحمل علامة Philips Hue)[123]

### المنتجات الصوتية

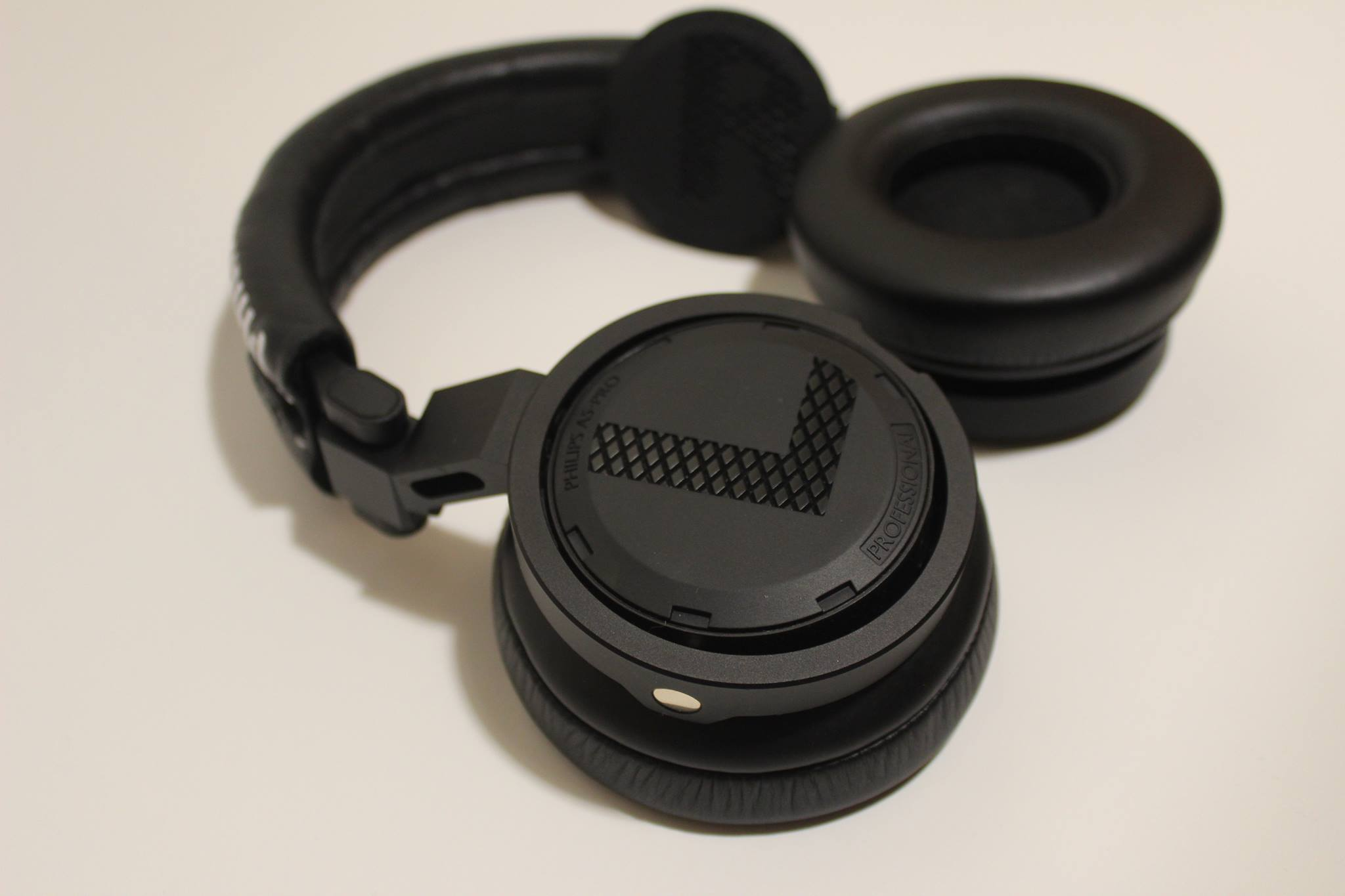
سماعات فيليبس A5-PRO

- أنظمة هاي فاي
- مكبرات صوت لاسلكية
- أنظمة الراديو
- محطات لرسو السفن
- سماعات الرأس
- خلاطات دي جي
- ساعات تنبيه

### منتجات الرعاية الصحية

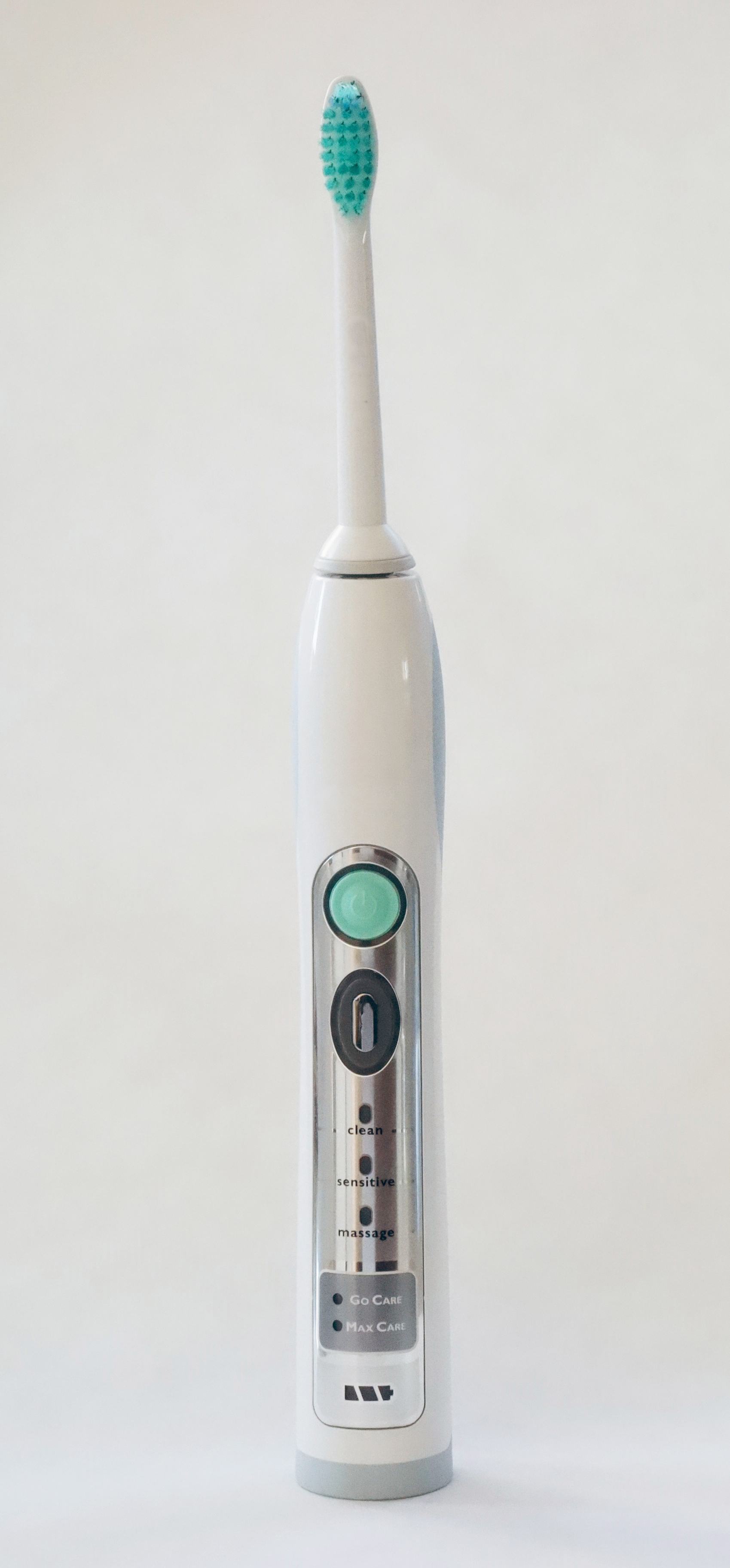
فرشاة أسنان كهربائية سونيكير

تشمل منتجات فيليبس للرعاية الصحية ما يلي:

#### المعلوماتية السريرية
- معلوماتية أمراض القلب (انتيليسبيس كارديو فاسكيولر اكسيليرا IntelliSpace Cardiovascular Xcelera)
- معلوماتية التصوير المؤسسي (انتيليسبيس باكس، اكسيريس IntelliSpace PACS ، XIRIS)
- عائلة انتيليسبيس للحلول

#### أنظمة التصوير
- أسلاك وقسطرات الأشعة السينية للقلب / الأوعية الدموية (فيراتا Verrata)
- التصوير المقطعي المحوسب (CT)
- التنظير
- التصوير بالرنين المغناطيسي (MRI)
- تصوير الثدي الشعاعي
- الجهاز القوسي المتحرك سي أرم C-Arms
- الطب النووي
- PET (التصوير المقطعي المحوسب بالإصدار البوزيتروني)
- التصوير المقطعي المحوسب / التصوير المقطعي المحوسب بالإصدار البوزيتروني (PET/CT)
- التصوير الشعاعي
- نظم علاج الأورام بالإشعاع
- الموجات فوق الصوتية

#### المراقبة التشخيصية
- تخطيط القلب التشخيصي

#### أجهزة تنظيم ضربات القلب المزيلة للرجفان
- مستلزمات
- معدات
- البرمجيات

#### المستهلك

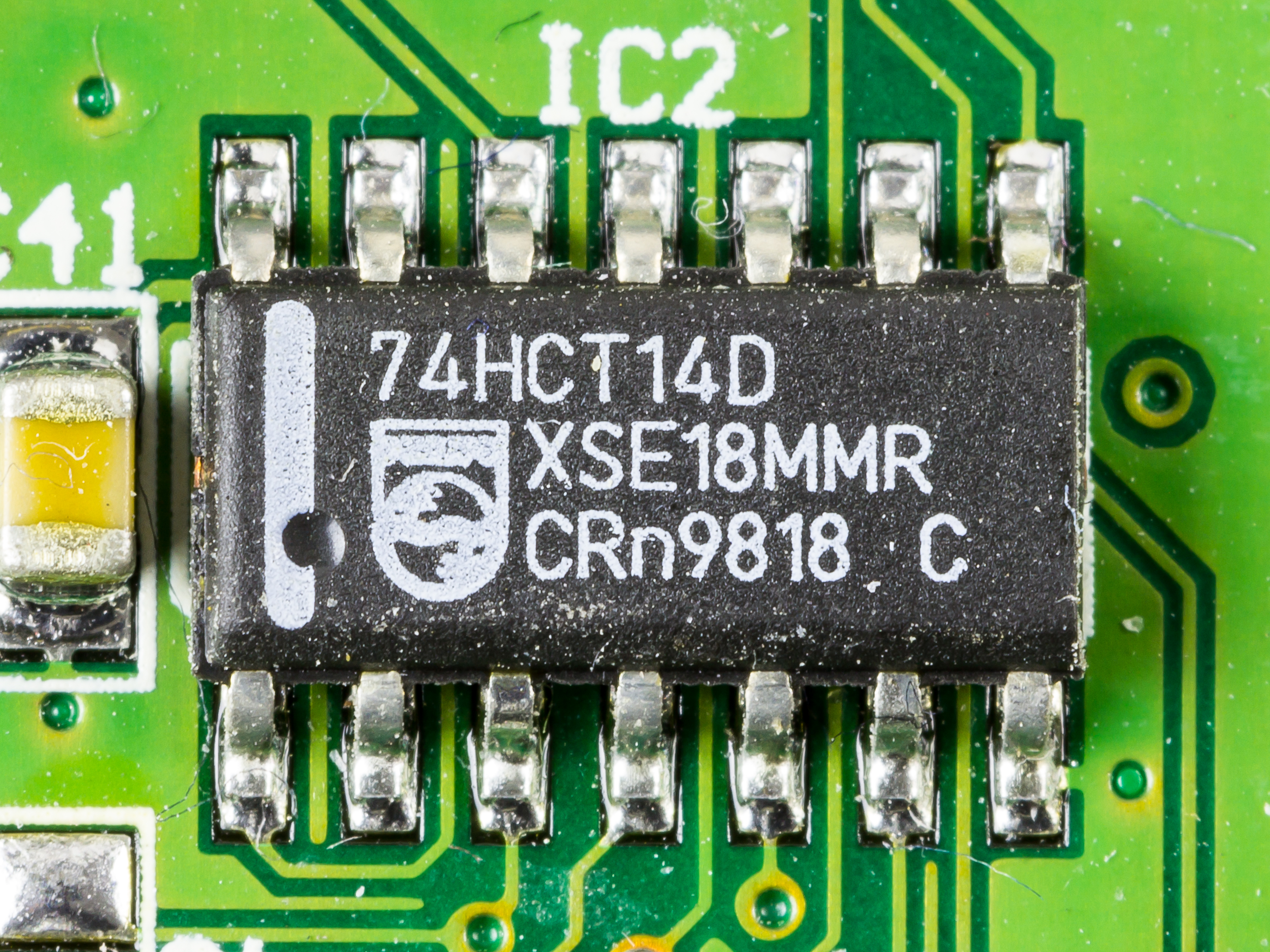
أنصاف النواقل شميت schmitt من فيليبس

فيليبس أفينتيل AVENTil

#### رعاية المرضى والمعلوماتية السريرية
- مراقبة غاز التخدير
- ضغط الدم

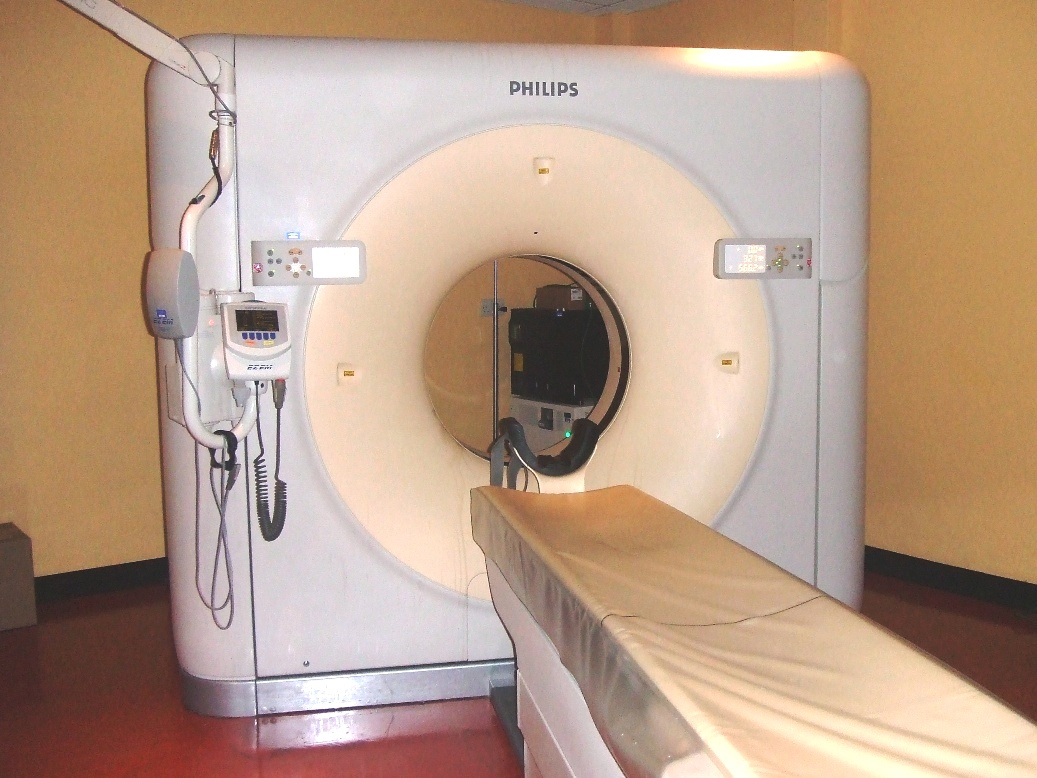
64 شريحة CT الماسح الضوئي وضعت أصلا من قبل Elscint، الآن منتج فيليبس

- مقياس تركيز غاز ثاني أوكسيد الكربون المسمىكابنوغرافيا
- بورصة دبي للطاقة
- اختبار النوم التشخيصي
- تخطيط القلب الكهربائي ECG
- حلول المعلوماتية لمرضى المؤسسة:
أو بي ترايس فيو OB TraceVue
كومبوركورد Compurecord
آي سي آي بي ICIP
برنامج العناية المركزة الالكترونية eICU
ايمرجين Emergin
- الدورة الدموية
- انتيليسبيس IntelliSpace للقلب والأوعية الدموية
- انتيليسبيس باكس IntelliSpace PACS
- انتيليسبيس بورتال
- خوادم متعددة القياسات
- أغشية الأعصاب
- قياس النبض
- درجة الحرارة
- الغازات عبر الجلد
- تنفس
- مشاهدة المنتدى
- كسيليرا Xcelera
- اكسيريس XIRIS
- إدارة المعلومات اكسبير Xper

## شعار النبالة / الشعار
فيما يلي شعار النبالة الخاص بيفيليبس خلال المراحل المتعددة:

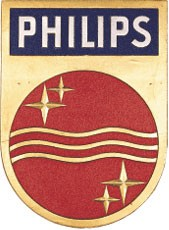
تم تقديم درع فيليبس الأصلي في عام 1938
درع فيليبس قيد الاستخدام من عام 1968 حتى مارس 2008
درع فيليبس قيد الاستخدام حتى نوفمبر 2013
تم تقديم تصميم فيليبس الدرع في نوفمبر 2013
شعار فيليبس قيد الاستخدام حتى مارس 2008
شعار فيليبس الحالي

## الرعايات

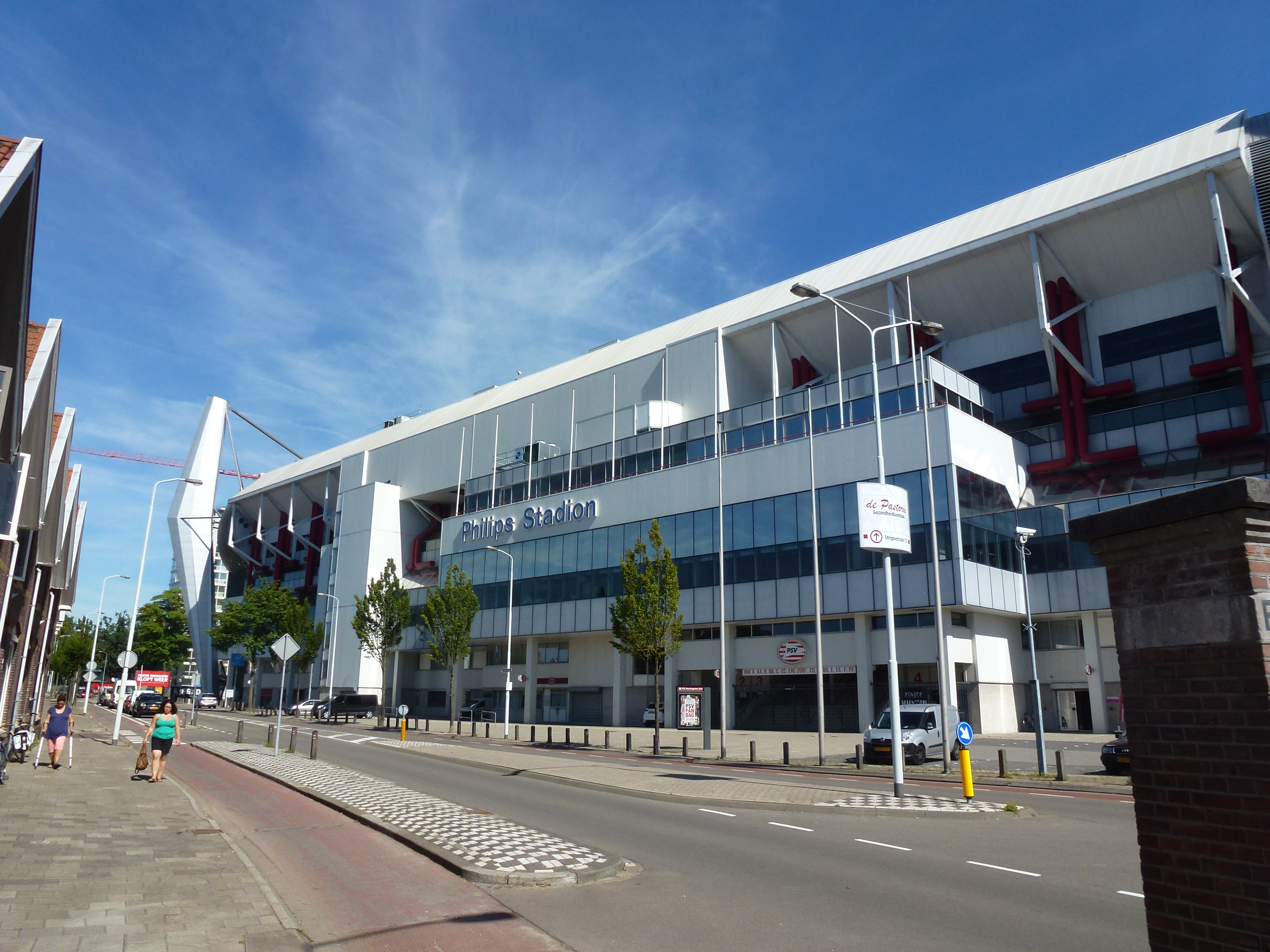
ملعب فيليبس بي إس في

في عام 1913، احتفالًا بالذكرى المئوية لتحرير هولندا ، أسست فيليبس شركة Philips Sports Vereniging (نادي فيليبس الرياضي المعروف حاليًا باسم PSV). ينشط النادي في العديد من الألعاب الرياضية ولكنه يشتهر الآن بفريق كرة القدم ، بي اس في آيندهوفن PSV Eindhoven ، وفريق السباحة. تمتلك شركة فيليبس حقوق التسمية في فيليبس ستاديون في آيندهوفن، وهي موطن فريق بي اس في أيندهوفن.
خارج هولندا ، ترعى فيليبس ورعت العديد من النوادي الرياضية والمرافق الرياضية والأحداث. في نوفمبر 2008، جددت فيليبس شراكة الفورميلا واحد F1 مع ويليامز AT&T ووسعتها . تمتلك فيليبس حقوق التسمية لبطولة فيليبس ، دوري كرة السلة الأول في أستراليا ، والمعروف تقليديًا باسم دوري كرة السلة الوطني . من عام 1988 إلى عام 1993 ، كانت فيليبس الراعي الرئيسي لفريق دوري الرجبي الاسترالي المسمى بالمين تايغرس ونادي كرة القدم الإندونيسي بيرسيبا باليكبابان . من 1998 إلى 2000 ، رعت فيليبس كأس وينستون السابع لدخول جيوف بودين ريسينغ، لاحقًا التراموتورسبورتس للسائقين جيف بودين ومايكل والتريب. من عام 1999 إلى عام 2018 ، احتفظت فيليبس بحقوق التسمية في ملعب فيليبس في أتلانتا، موطن فريق أتلانتا هوكس التابع لرابطة كرة السلة الوطنية والمنزل السابق لفريق اتلانتا ثراشرز في دوري الهوكي الوطني .
خارج الرياضة ، ترعى فيليبس مهرجان وحوش الروك الدولي.

## السجل البيئي

### الاقتصاد الدائري (إعادة التدوير)
يشغل فيليبس والرئيس التنفيذي لها ، فرانس فان هوتين، العديد من المناصب القيادية العالمية في النهوض بالاقتصاد الدائري، بما في ذلك كعضو مؤسس ورئيس مشارك لمجلس إدارة منصة تسريع الاقتصاد الدائري(PACE)،  تطبيق المناهج الدائرية في أعمالها المتعلقة بالمعدات الرأسمالية ،  وكشريك عالمي لمؤسسة إلين ماك آرثر .

### المبادرات الخضراء
تدير فيليبس أيضًا مبادرة إيكوفيجن EcoVision ، التي تلتزم بعدد من التحسينات الإيجابية بيئيًا ، مع التركيز على كفاءة الطاقة.
أيضًا ، تضع فيليبس منتجاتها «الخضراء» بشعار فيليبس الأخضر ، وتحددها على أنها منتجات ذات أداء بيئي أفضل بكثير من منافسيها أو أسلافها.

### مسابقة ال - برايز
في عام 2011 ، فازت فيليبس بجائزة نقدية قدرها 10 ملايين دولار من وزارة الطاقة الأمريكية لفوزها بمسابقة ال - برايز L-Prize ، لإنتاج بديل عالي الكفاءة وعمر تشغيلي طويل لمصباح ساطع قياسي بقدرة 60 واط. ينتج مصباح LED الفائز ، الذي تم توفيره للمستهلكين في أبريل 2012 ، أكثر بقليل من 900 لومن بطاقة دخل تبلغ 10 وات فقط.

### ترتيبمنظمة السلام الأخضر
في دليل منظمة السلام الأخضر Greenpeace عام 2012 حول الالكترونيات الأكثر خضرة والذي يصنف مصنعي الإلكترونيات على أساس الاستدامة والمناخ والطاقة ومدى مراعاة البيئة في منتجاتهم ، احتلت فيليبس المرتبة العاشرة بنتيجة 3.8 / 10. احتلت الشركة المرتبة الأولى في مجال الطاقة نظرًا لعملها في مجال الدفاع عن الطاقة الذي دعا الاتحاد الأوروبي إلى اعتماد تخفيض بنسبة 30٪ في انبعاثات غازات الاحتباس الحراري بحلول عام 2020. كما تم الإشادة بها لمنتجاتها الجديدة الخالية من بلاستيك PVC ومثبطات اللهب البرومينية . ومع ذلك ، ينتقد الدليل توفير فيليبس للألياف للورق، بحجة أنه يجب أن يطور سياسة شراء ورقية تستبعد الموردين المتورطين في إزالة الغابات وقطع الأشجار غير القانوني .
أحرزت فيليبس بعض التقدم الملحوظ منذ عام 2007 (عندما تم تصنيفها لأول مرة في هذا الدليل)، لا سيما من خلال دعم مبدأ مسؤولية المنتج الفردي ، مما يعني أن الشركة تتحمل المسؤولية عن الآثار السامة لمنتجاتها على مقالب النفايات الإلكترونية حول العالم.

## المنشورات
- A. Heerding: أصل صناعة المصابيح المتوهجة الهولندية . (المجلد 1 من تاريخ NV Philips gloeilampenfabriek). كامبريدج ، مطبعة جامعة كامبريدج ، 1986.(ردمك 0-521-32169-7)
- A. Heerding: شركة متعددة الأجزاء . (المجلد 2 من تاريخ gloeilampenfabrieken NV Philips). كامبريدج ، مطبعة جامعة كامبريدج ، 1988.(ردمك 0-521-32170-0)رقم ISBN 0-521-32170-0
- IJ Blanken: تطوير Gloeilampenfabrieken NV Philips في مجموعة كهربائية رئيسية . Zaltbommel ، المكتبة الأوروبية ، 1999. (المجلد 3 من تاريخ Philips Electronics NV).(ردمك 90-288-1439-6)رقم ISBN 90-288-1439-6
- آي جي بلانكن: تحت الحكم الألماني . Zaltbommel ، المكتبة الأوروبية ، 1999. (المجلد 4 من تاريخ Philips Electronics NV).(ردمك 90-288-1440-X)رقم ISBN 90-288-1440-X

## وصلات خارجية
- الموقع الرسمي
- فيليبس على موقع الموسوعة البريطانية (الإنجليزية)
- فيليبس على موقع ميوزك برينز (الإنجليزية)